# Léonard Defrance

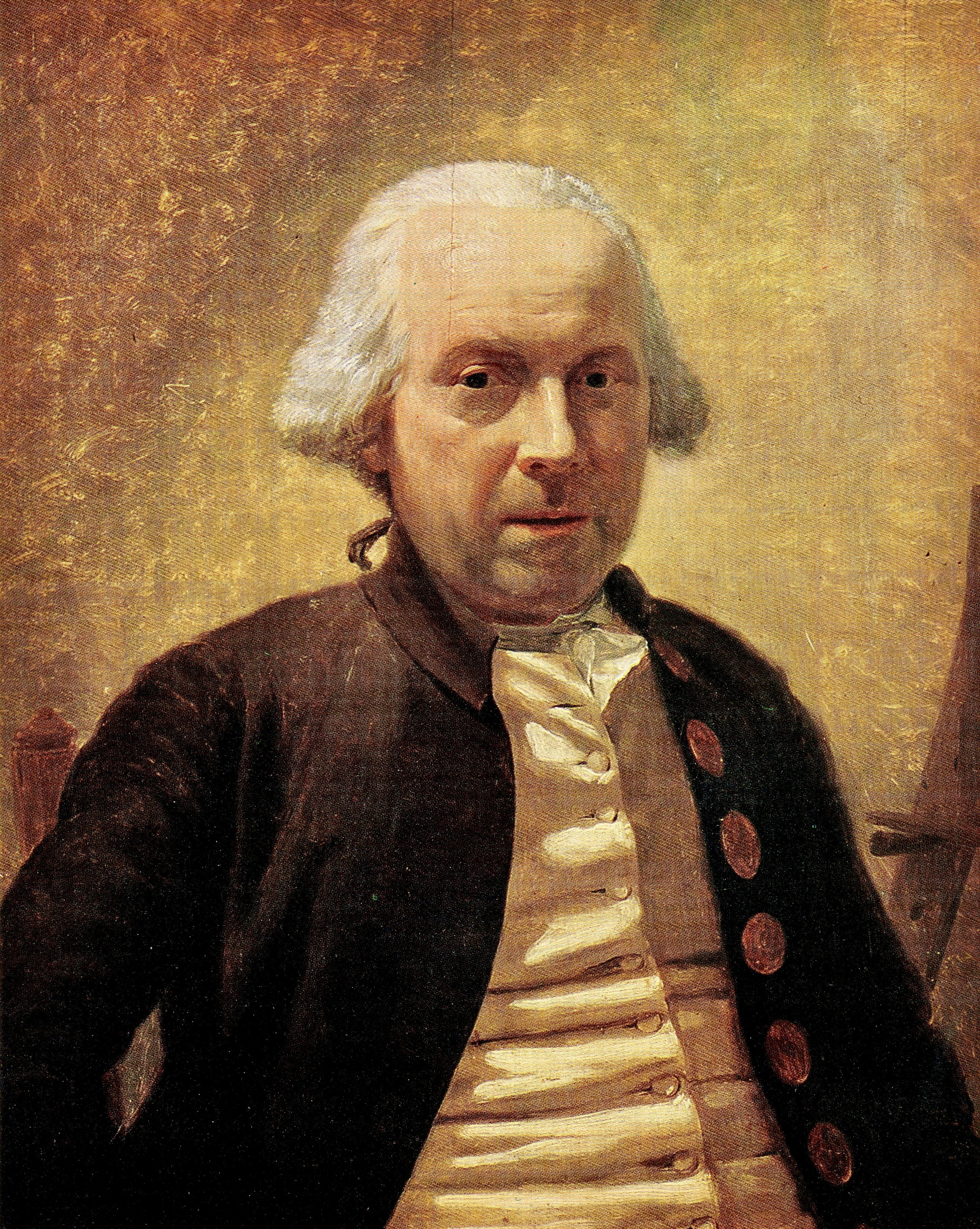
Selbstporträt, 1789 (Musée de l’art wallon, Lüttich)

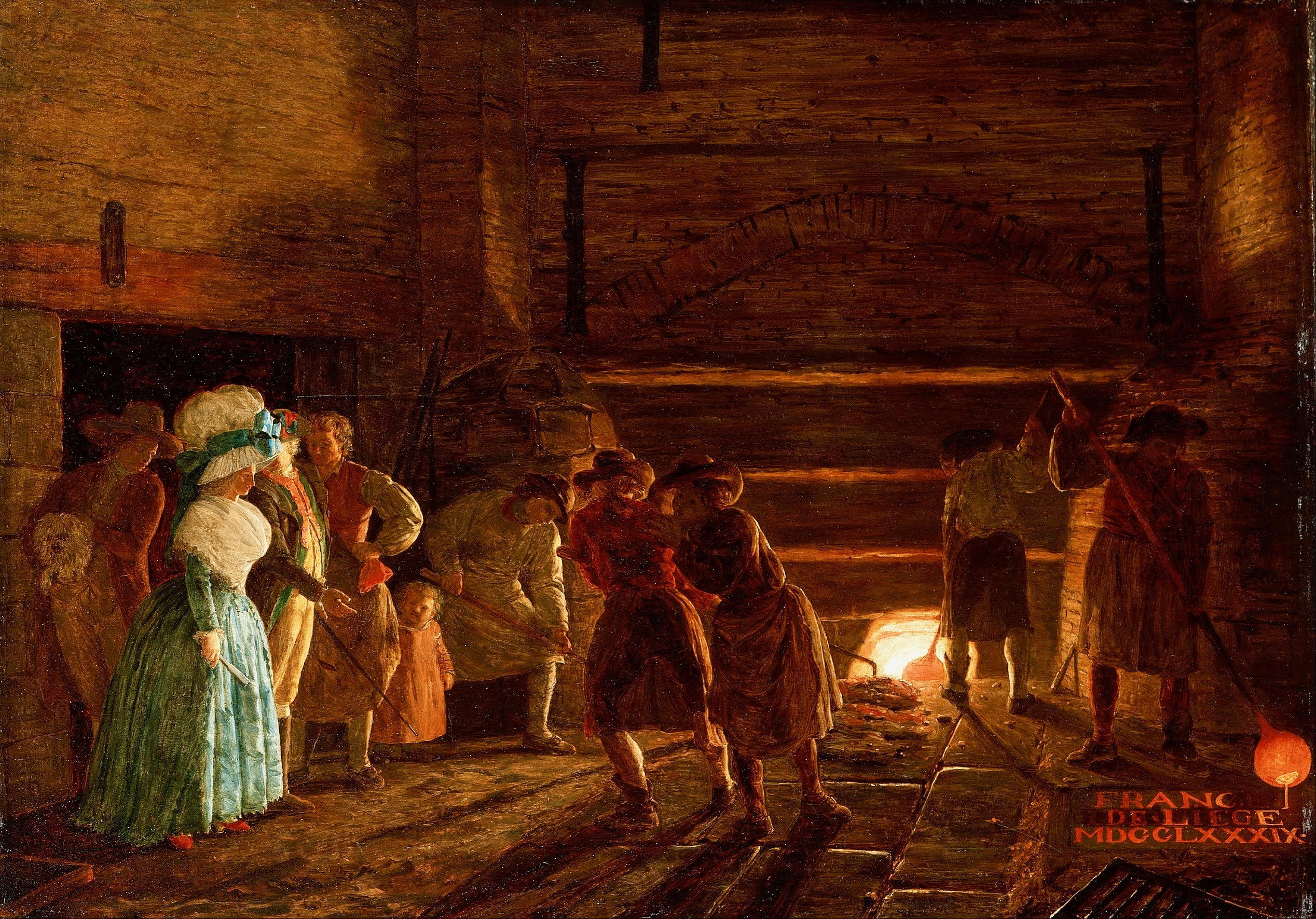
Gießerei, 1789, ostentativ signiert und datiert (Walker Art Gallery, Liverpool)

Léonard Defrance (* 5. November 1735 in Lüttich; † 22. Februar 1805 ebendort) war ein wallonischer Maler, der nach Aufenthalten in Rom und im Languedoc in der Hauptstadt des Hochstifts Lüttich (französisch Principauté de Liège, heute Teil Belgiens) wirkte. Er zeichnete sich namentlich in der neuen Kunstgattung der Industriemalerei aus. Nach der Lütticher Revolution (18. August 1789) beteiligte sich der „Maler-Aufklärer“ in vorderster Linie am Kampf gegen die Herrschaft der Geistlichkeit.

## Wanderjahre und Rückkehr
Léonard Defrance war nicht der Enkel eines aus dem Klerikerstand ausgeschiedenen Abbés, wie er in seinen um 1800 entstandenen Memoiren behauptet. Sein Vater, der Gastwirt Jean-Charles Defrance (1699–1770), hatte Deutschland, Italien und Frankreich durchwandert und verschiedene Berufe ausgeübt. Mit seiner Frau Marie-Agnès Clermont hatte er elf Kinder, deren zweites Léonard war.
Mit zehn Jahren begann dieser eine Lehre beim Kirchen- und Historienmaler Jean-Baptiste Coclers (1696–1772) in Lüttich, der sich und seinen Schülern beim Malen Bücher vorlesen ließ. Defrance hätte lieber Literatur studiert, doch fehlte ihm dazu das nötige Schulwissen. So ging er 1754 zur weiteren Ausbildung nach Rom, wo Lütticher Stipendiaten in der Fondation Darchis wohnen konnten. Der Direktor der Académie de France à Rome, Charles-Joseph Natoire (1700–1777), erlaubte ihm, nach dem lebenden Modell und nach Antiken zu zeichnen. Einige Zeit war Defrance Schüler des Genre-, Historien- und Porträtmalers Laurent Pécheux (1729–1821) aus Lyon. 1758 erhielt er für eine Aktstudie den zweiten Preis der Accademia di San Luca. In Rom könnte ihn der Genremaler Gaspare Traversi (1722/23–1770) beeinflusst haben. Dort malte er auch das erste von neun bekannten Selbstporträts. In seinen Memoiren bezeichnet er die Verwicklung in ein Verfahren der römischen Inquisition als erste Veranlassung dafür, dass er Atheist wurde.

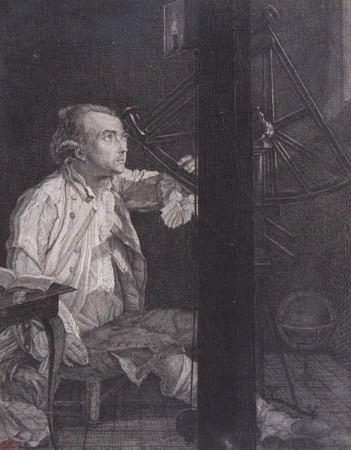
Der Astronom Antoine Darquier, ca. 1762 (Privatsammlung)

Mit dem Arzt Robert de Limbourg (1731–1792) reiste Defrance von Rom nach Neapel und 1760 nach Montpellier. Dort erteilte er den Offizieren der Garnison Zeichenunterricht und lebte nach seinen Angaben mit einer entlaufenen Gefangenen zusammen, bis diese einen wohlhabenderen Verehrer fand. 1761 folgte er einer Einladung des Bischofs von Castres. Als er sich 1761–1763 in Toulouse aufhielt, wurde er Augenzeuge des von Voltaire angeprangerten Justizmords am Protestanten Jean Calas (1698–1762). In der Hauptstadt des Languedoc entstand das Bildnis des Astronomen Antoine Darquier (1718–1802), über das es im Katalog seines gemalten Werkes heißt: „Der Gegenstand eignet sich wunderbar zur Ausnutzung des Helldunkel-Effekts. Dieses fraglos gelungene Bild beweist, dass Defrance sehr früh die Kunst des Porträts beherrschte.“ (Ein späteres Werk stellt den Lütticher Astronomen Abbé Nicolas-Joseph Neuray dar.)

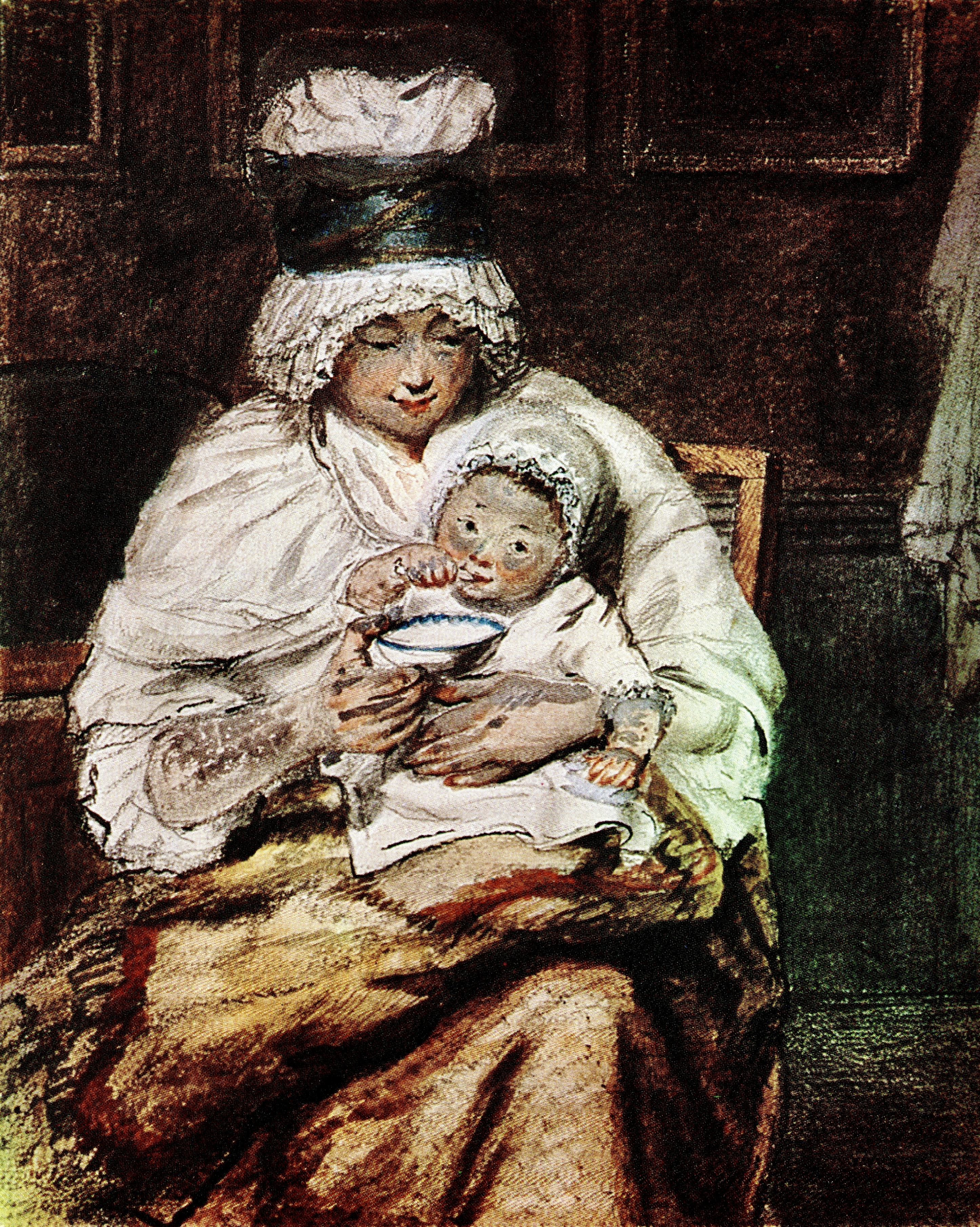
Die Frau des Künstlers mit dem ersten Kind, 1766

Als Charles-Nicolas d’Oultremont (Regierungszeit 1763–1771) Fürstbischof von Lüttich wurde, kehrte der Maler dorthin zurück, wohl weil er auf eine Anstellung hoffte. In den Memoiren allerdings heißt es, er habe nur seine Familie wiedersehen und dann nach Paris weiterziehen wollen. In der Heimatstadt zurückgehalten habe ihn die Liebe zu seiner Cousine Marie-Jeanne Joassin, die er 1765 heiratete. Nach seinen eigenen Angaben fiel Defrance beim aufklärungsfeindlichen Oultremont in Ungnade, dies aber sicher erst, nachdem er den Prälaten porträtiert und gegen dreißig Bilder für dessen Familie gemalt hatte. Er schuf in dieser Zeit auch eine bemerkenswerte Geißelung Christi (La Boverie, Lüttich).

## Erfolg auf dem Pariser Markt
Vor der lokalen Produktion zeichneten sich seine Werke durch die Meisterschaft in der Darstellung des Lichtes aus, die Defrance sich in Italien und Frankreich angeeignet hatte. Der aufgeklärte Nachfolger Oultremonts, Franz Karl von Velbrück (Regierungszeit 1772–1784), war Defrance dann zweifellos gewogen, doch bot Lüttich dem Maler offenbar zu wenig Verdienstmöglichkeiten.
Zum Wendepunkt in seinem Schaffen wurde eine Reise, die ihn 1773 mit dem Lütticher Landschaftsmaler Nicolas-Henri-Joseph de Fassin (1728–1811) nach Amsterdam führte. Dort sollen ihn Werke von Cornelis Gerritszoon Decker (um 1620–1678) inspiriert haben, von der Porträt- und Dekorationsmalerei für einheimische Kunden auf die einträglichere Produktion kleinformatiger Tafelbilder mit Interieur- und Genreszenen für den Pariser Markt umzusatteln.

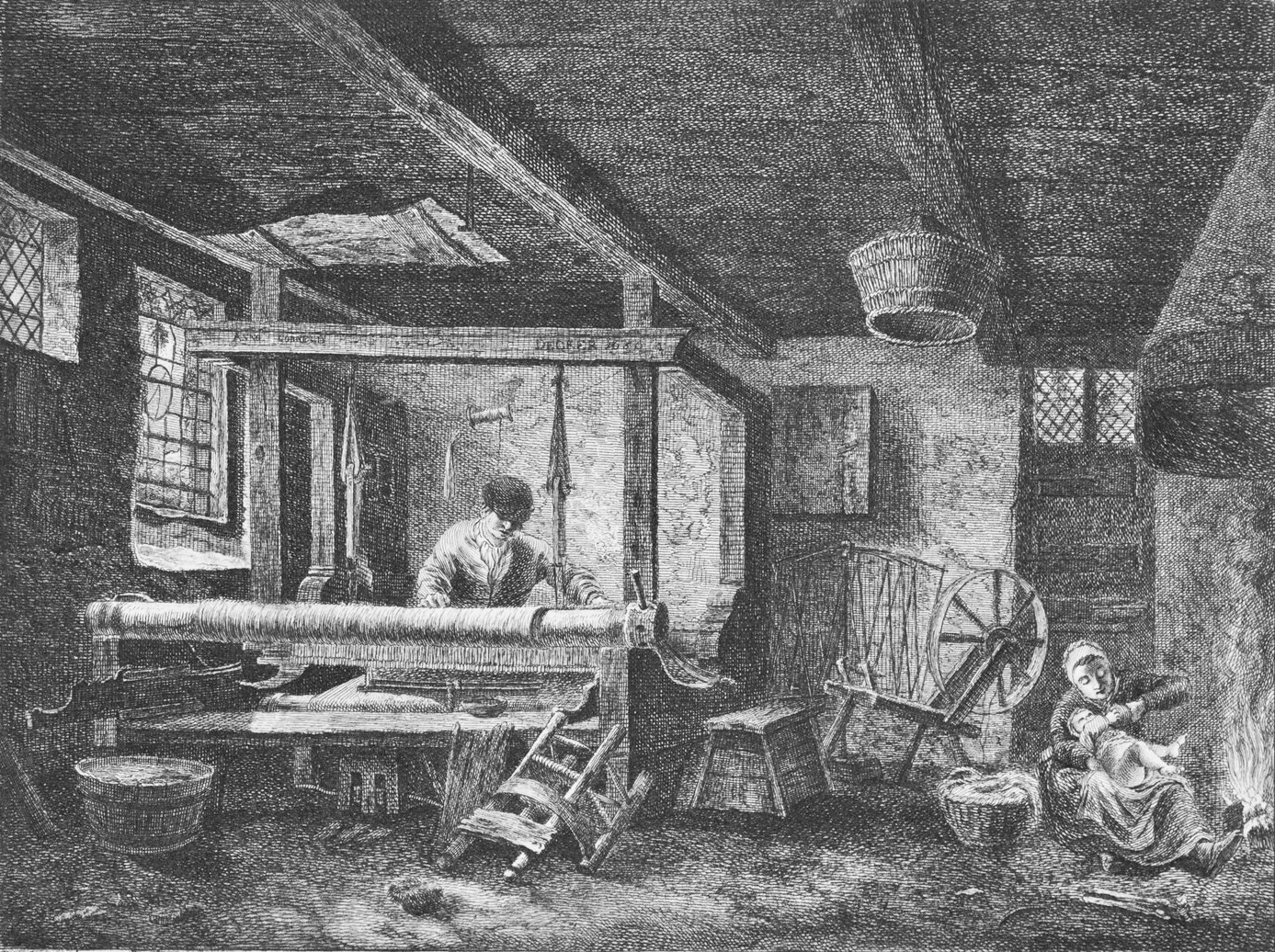
Rémi Delvaux nach Cornelis Gerritszoon Decker: Weber, 1771

Um Defrance nicht ganz zu verlieren, betraute Velbrück ihn vorerst inoffiziell mit der Leitung der heutigen Académie royale des beaux-arts de Liège, die er 1775 gründete, und versah ihn mit Aufträgen. 1778–1784 war Defrance dann auch offiziell erster Maler und Akademiedirektor. Daneben unterrichtete er an der Académie anglaise, die nach Aufhebung der Gesellschaft Jesu an die Stelle des lokalen Jesuitenkollegiums trat. Er verkehrte in den aufgeklärten Kreisen der Lütticher Intellektuellen und beteiligte sich an den Kunstausstellungen der 1779 gegründeten Société libre d’Émulation, aber auch an den Salons in Paris, wohin er oft reiste.

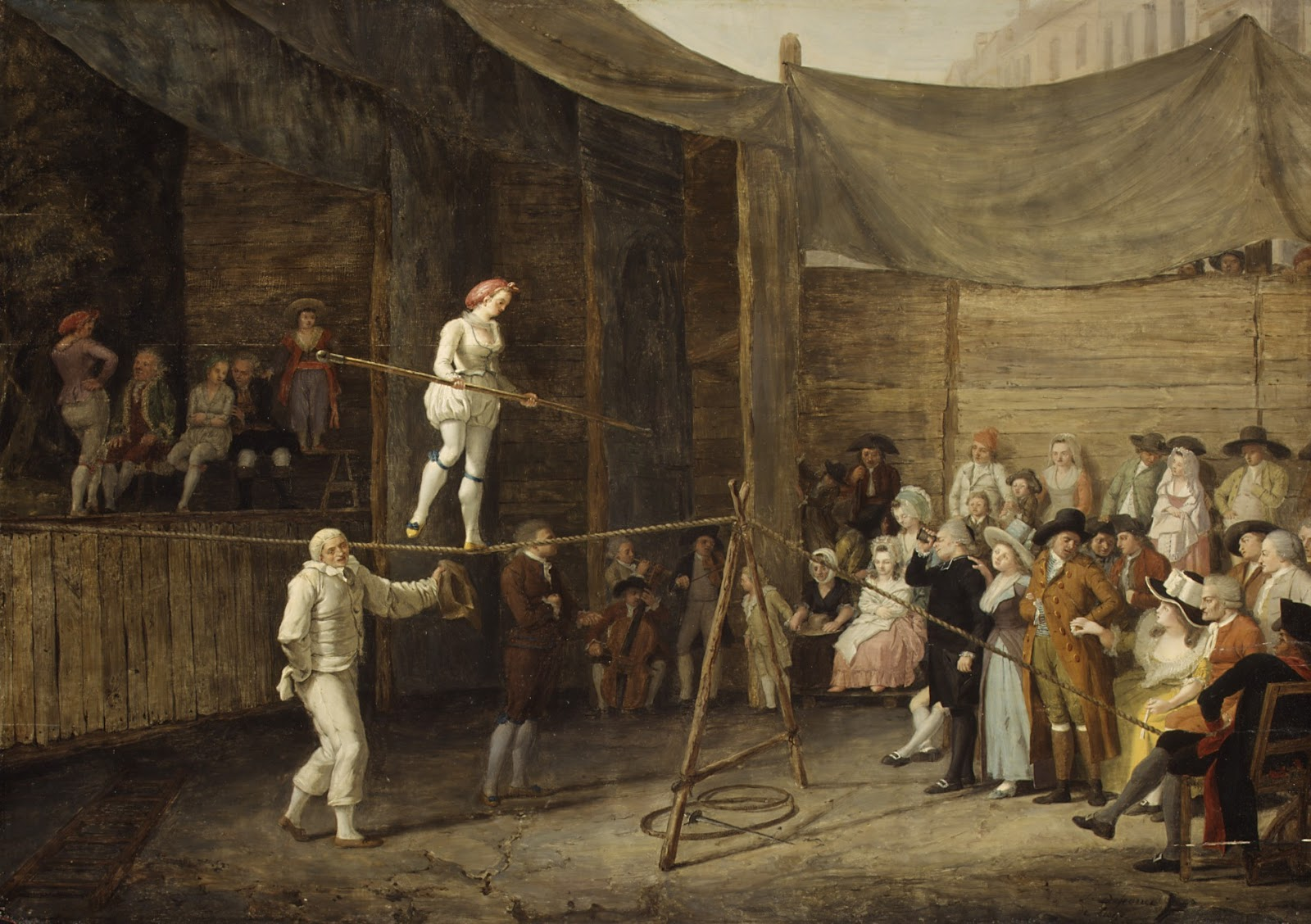
Seiltänzerin, ca. 1785–1787 (The Met, New York)

In dieser Schaffensperiode malte der Gastwirtssohn Wirtshaus- und Straßenszenen, die häufig Missstände kritisieren, wie Werber, die junge Leute zum Solddienst überreden, oder einen Scharlatan, der auf einem Jahrmarkt Wundermittel anpreist. Von Rom her mit Jean-Honoré Fragonard (1732–1806) befreundet, bediente Defrance sich gerne der Zweideutigkeit der erotischen Kunst. Zwei Beispiele dafür besitzt The Met in New York: Eine gespenstisch beleuchtete Szene zeigt eine Seiltänzerin, die von einem galanten Domherrn in weiblicher Begleitung mit dem Opernglas gemustert wird. Auf dem andern Gemälde spielen Räuber in einer Höhle um den Besitz einer halb entkleideten jungen Frau. Am Rande eines Fischmarkts (Privatsammlung) sieht ein fetter Mönch verächtlich auf einen mageren Arbeiter herunter, während ein zweiter mit einem sich windenden Aal in der Hand wie auch eine Nonne mit der Hand auf der Brust verbotenes Interesse am anderen Geschlecht bekunden.

## Pionier der Industriemalerei
Vor allem aber gehört Defrance neben dem Franzosen Louis Jean-Jacques Durameau (1733–1796), dem Engländer Joseph Wright of Derby (1734–1797) und dem Schweden Pehr Hilleström (1732–1816) zu den Pionieren der Industriemalerei.
1778 antwortete er auf die Anfrage eines Kunsthändlers aus Montpellier: „Seit meiner Abreise aus Paris habe ich nichts gemacht, worüber ich verfügen könnte, da ich gezwungen war, Nachtstücke für unseren Fürsten zu malen, wie Gießerei, Nagelschmiede, Schneidwerk etc., Eisenmanufaktur dieses Landes.“ Velbrück erhoffte sich von solchen Darstellungen Exportaufträge für den Steinkohlengürtel Haine-Sambre-Maas, der auf dem Weg war, das zweitwichtigste Industriegebiet der Welt zu werden. Namentlich wollte er die Vereinigten Staaten beliefern, die sich im Unabhängigkeitskrieg mit Großbritannien befanden.

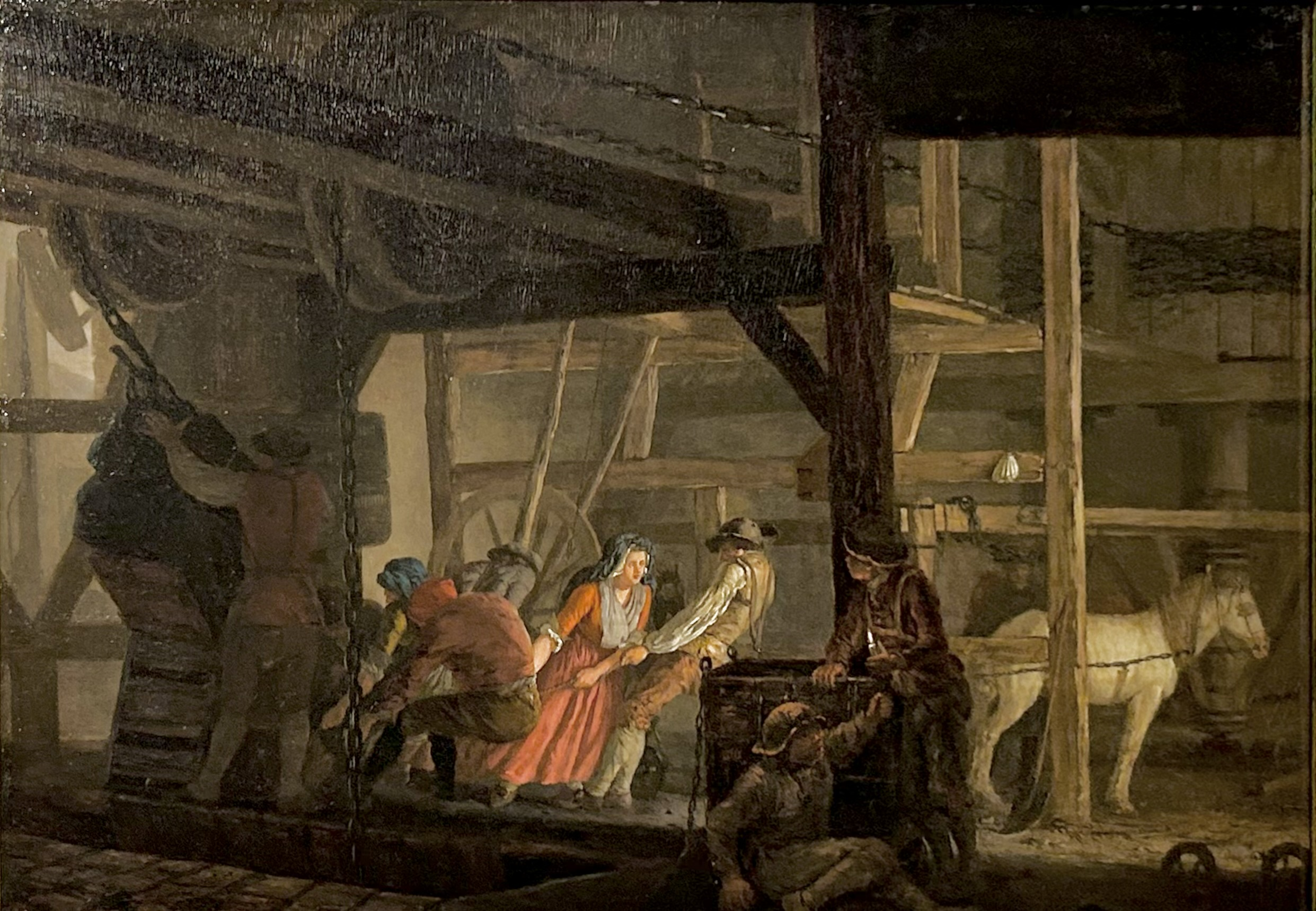
Steinkohlengrube, um 1777–1780 (La Boverie, Lüttich)

Neben den erwähnten Sujets, die der Vorliebe von Defrance für das Helldunkel entgegenkamen, stellte dieser das Entleeren eines Fördergefässes in einer Kohlengrube dar, andere Typen von Schmieden und eine Waffenfabrik, aber auch eine Gerberei oder eine Tabakmanufaktur. Dabei konfrontierte er die Arbeitenden – teilweise auch Frauen und Kinder – mit Besuchern und Besucherinnen aus der aufgeklärten Oberschicht, welche die neueste Mode zur Schau tragen. Vorangegangen war ihm darin der Sohn seines Lehrers, Louis-Bernard Coclers (1741–1817), der schon 1771 das Innere eines Eisenschneidwerks mit Besuchern dargestellt hatte (Musée des Beaux-Arts, Agen).
Die Romantik von Wrights im selben Jahr entstandener Schmiede (Derby Museum and Art Gallery) findet sich in diesem Werk ebenso wenig wie in der Industriemalerei von Defrance, doch war auch dieser vom ästhetischen Aspekt der Proto-Industrialisierung fasziniert. In der zweiten Fassung seiner Memoiren schreibt er:

„Welcher Unterschied […] zwischen dem Licht der Esse eines Hufschmieds oder Schlossers und dem des Hochofens, in dem man Erz oder Luppe schmilzt, um Eisen zu Barren zu gießen! Ist Ersteres gelblich und spielt ins Rote, so ist Letzteres milchweiß. Es macht das Inkarnat der Männer, die es beleuchtet, fahl wie das eines entkräfteten Kranken. Welche Fülle schöner Effekte, welche Harmonie, welche Weichheit, welcher Feuerdampf entspringen nicht diesen blendendweißen Lichtquellen!“

Defrance setzte sich aber auch für die Gesundheit der Arbeiter ein: Mit einer Schrift über die Farbenreiber und ihre Krankheiten gewann er 1789 einen Preis der Académie des sciences in Paris.

## „Maler-Aufklärer“
Vier Werke von Defrance zeigen eine (ideale) Druckerei, wobei je zwei Pendants die Setzerei und die Druckerpresse(n) darstellen. Sie illustrieren die Überschwemmung der katholischen Staaten mit aufklärerischen Schriften, die in der Zeit vor der Französischen Revolution in Frankreichs östlichen Nachbarstaaten nachgedruckt wurden. Einer der wichtigsten Druckorte war unter Bischof Velbrück Lüttich. Das eine der Bildpaare, die sich nur in Details voneinander unterscheiden, könnte für den dort tätigen Nachdrucker Clément Plomteux bestimmt gewesen sein, das zweite für dessen Associé Jean-Edme Dufour im niederländischen Maastricht. Auf allen vier Gemälden kleben an den Wänden Anzeigen für Nachdrucke.

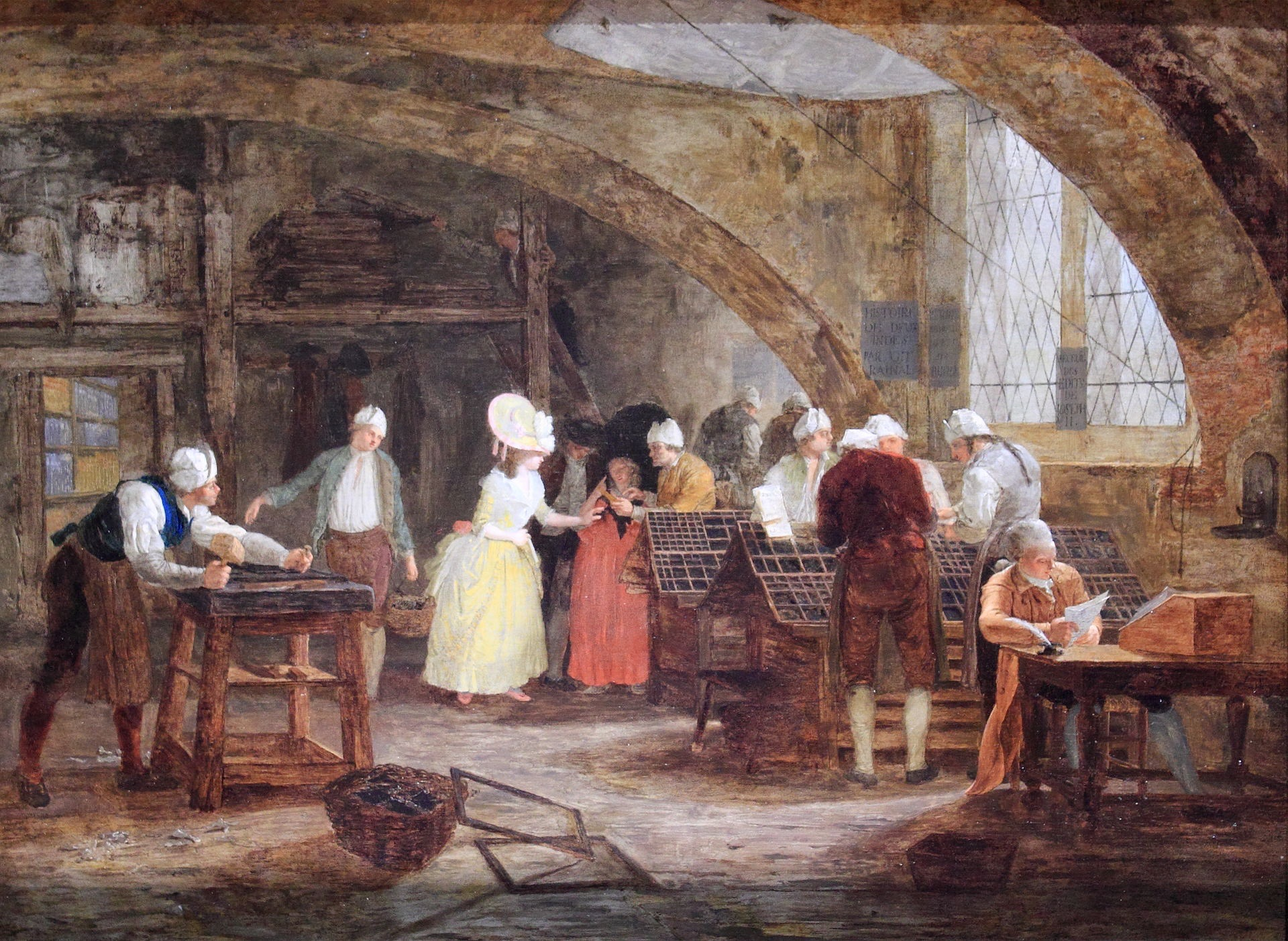
Setzerei, nach 1782 (Musée des Beaux-Arts, Grenoble)

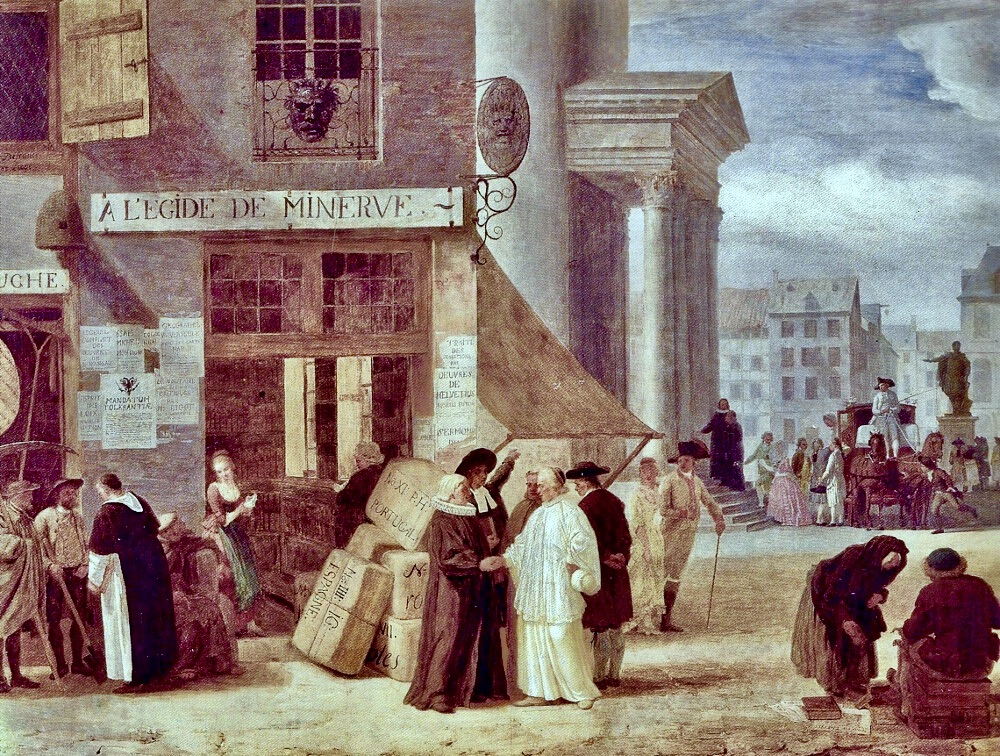
À l’Égide de Minerve, 1781 (Musée des Beaux-Arts, Dijon)

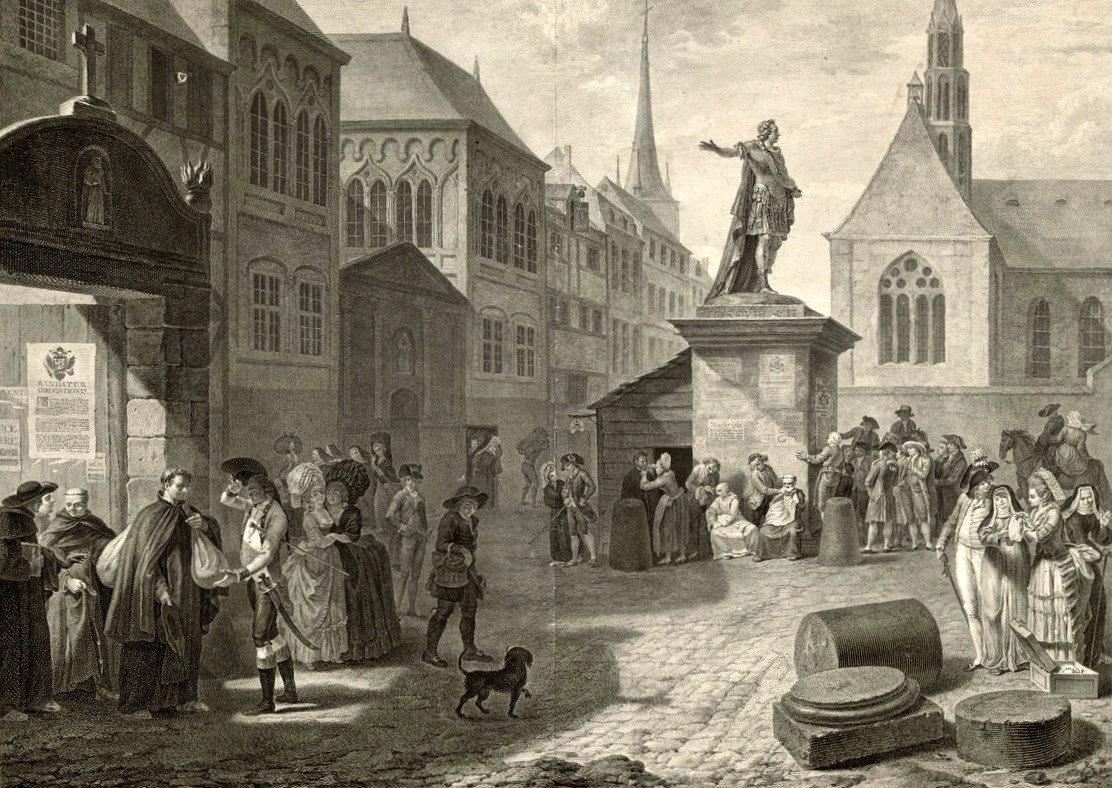
Klosteraufhebungen Josephs II., 1782 (Radierung von Guttenberg)

Auch die benachbarten Österreichischen Niederlande erhielten einen aufgeklärten Landesherrn: 1781 gewährte Kaiser Joseph II. den Protestanten Glaubensfreiheit. Diesem historischen Ereignis widmete Defrance eine allegorische Komposition mit einer fiktiven Buchhandlung namens À l’Égide de Minerve (Zur Aigis der Minerva). Das Gorgonenhaupt an der Hausecke droht den Gegnern der Weisheit, der Wissenschaften und der Erkenntnis mit Versteinerung. An der Wand kleben das Mandatum tolerantiae mit dem kaiserlichen Doppeladler und Anzeigen für Werke der Aufklärung sowie für einen Weltatlas. Anzeigen für ein theologisches Werk und eine Predigtsammlung hingegen sind überklebt bzw. abgerissen. Vor dem Eingang warten Ballen mit Büchern auf den Versand nach Rom, Neapel, Spanien und Portugal. Davor reichen sich ein katholischer Priester und ein lutherischer Pastor in Anwesenheit eines reformierten Pfarrers und eines Kapuziners die Hand.
Der Bienenstock (Ruche) als Hauszeichen des anstoßenden Geschäfts für Landwirtschaftsgerät kann als Symbol des Brummens der Ideen und ihrer Ausbreitung interpretiert werden. Während ein Dominikaner mit Bauern diskutiert, schäkert ein sitzender Kapuziner mit der jungen Buchhändlerin. Rechts vorne benützt ein öffentlicher Schreiber obsolet gewordene Folianten als Sitzgelegenheit, während zu Füssen seiner Kundin ebensolche Dissertationen herumliegen. Im Hintergrund sieht man ein pantheonartiges Gotteshaus mit der Einsegnung einer Mischehe und ein Denkmal Josephs II. in der Pose eines antiken Imperators. Vor dem Postament der Statue versammelte Passanten dürften das dort in der Volkssprache angeschlagene Toleranzpatent lesen. Jean-Jacques Heirwegh bezeichnete das Bild als hervorragende Darstellung eines „historischen Moments, wo die Politik des aufgeklärten Despotismus den Hoffnungen der Aufklärungsphilosophie zu entsprechen wusste“.
Defrance malte auch Allegorien auf die Säkularisation der religiösen Orden in den Österreichischen Niederlanden (1782). Auf einem später von Carl Gottlieb Guttenberg gestochenen Gemälde verlassen Religiosen die Klöster, in die sie oft gegen ihren Willen gesteckt worden waren. Ein offenes Klostertor ist mit dem Mandatum abrogationis Josephs II. beklebt. An einem heraustretenden jungen Mönch bekunden sowohl ein Soldatenwerber als auch (diskreter) ein junges Mädchen Gefallen. Zu Füßen eines Kaiserdenkmals werden anderen Mönchen die Bärte geschoren, und um eine junge Nonne drängen sich ein Verehrer und eine Spitzenhändlerin.
Weitere Gemälde widmete Defrance 1787 der Aufhebung der Leibeigenschaft auf den französischen Staatsdomänen (1779) und 1789 der Aufhebung der Klöster durch Ludwig XVI.

## Vom Josephiner zum Revolutionär

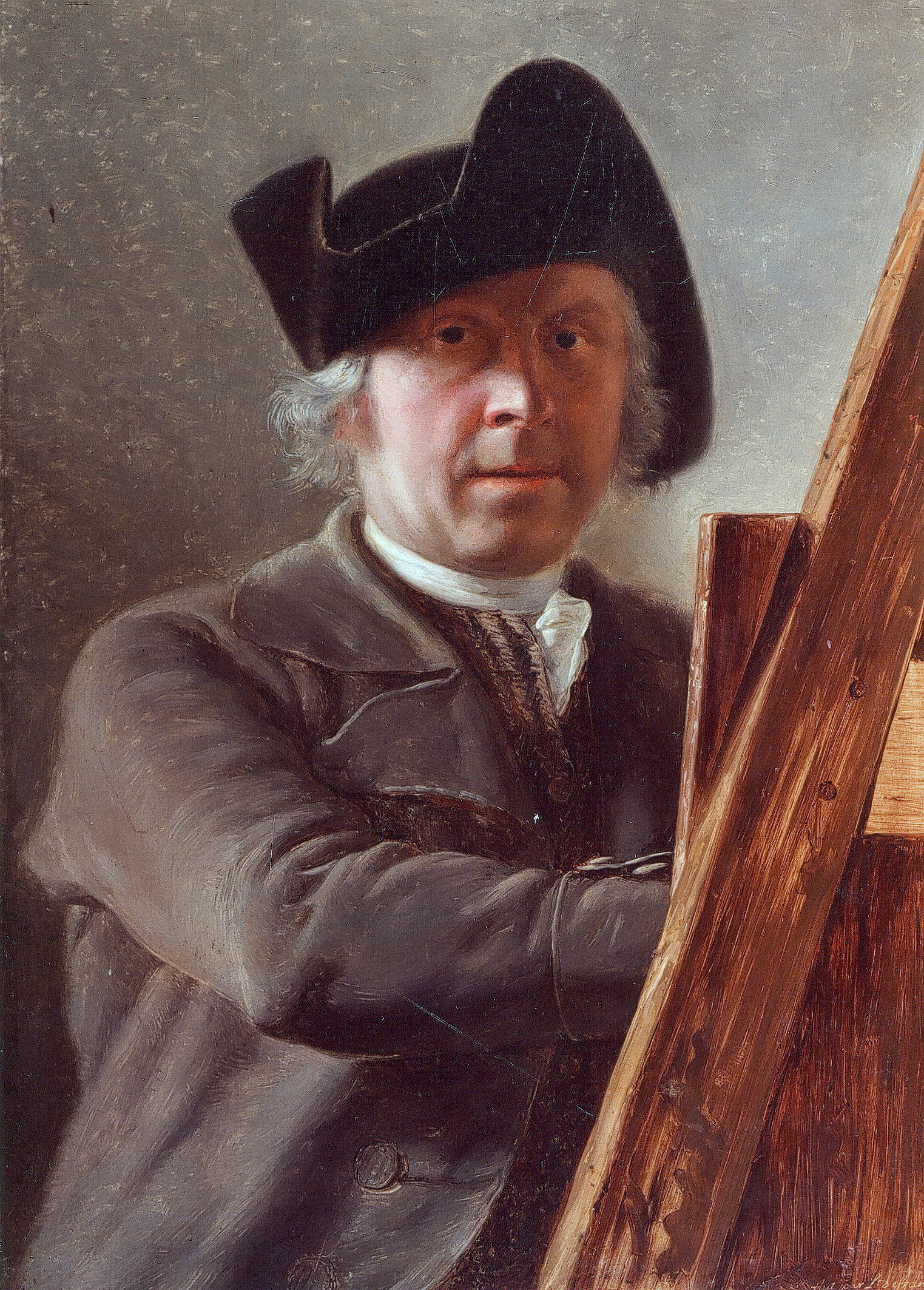
Selbstporträt an der Staffelei, 1791 (Grand Curtius, Lüttich)

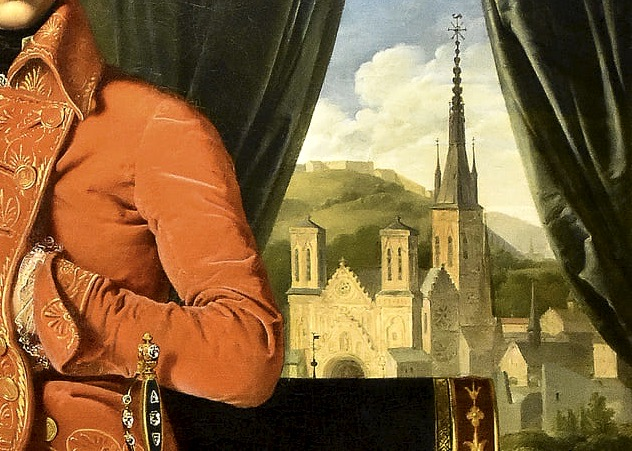
Jean-Auguste-Dominique Ingres: Bonaparte vor der Lambertuskathedrale, 1803 (Detail)

Nach Velbrücks Tod schloss sich Defrance der Opposition gegen den reaktionären Fürstbischof Cesar van Hoensbroeck (Regierungszeit 1784–1792) an, von dem er als Akademiedirektor abgesetzt wurde. Er gilt als Co-Autor des Pamphlets „Cris générale [sic] du peuple liégeois. Vox Populi, vox Dei“ („Allgemeiner Aufschrei des Lütticher Volkes. Volkes Stimme ist Gottes Stimme“), das 1786 im benachbarten österreichischen Herzogtum Limburg gedruckt wurde und in dem ein Gedicht unverhüllt zum Umsturz aufruft.
1789 nahm Defrance an der Lütticher Revolution teil, bei deren Ausbruch er sich in Paris befunden hatte. 1790 wurde er Mitglied des Stadtrats. Nachdem kaiserliche Truppen den Aufstand 1791 niedergeschlagen hatten, flüchtete er nach Givet im französischen Departement Ardennes. Im folgenden Jahr hielt er sich in Fraipont (Gemeinde Trooz) bei Lüttich auf.
Als Frankreich 1793 das frühere Hochstift besetzte, wurde er in dessen Nationalkonvent gewählt. Die lokalen Revolutionäre beschlossen den Abbruch der Kathedrale Saint-Lambert als Symbol der geistlichen Herrschaft. Die Tradition beschuldigt Defrance zu Unrecht, den entsprechenden Antrag gestellt zu haben.
Nach der Schlacht bei Neerwinden flüchtete der Künstler nach Paris, wo er aber des Girondismus bezichtigt wurde, da er Abscheu über die Septembermorde bekundete. Mit dem Advokaten und Kunstliebhaber Pierre-Joseph Henkart zog er sich darauf erneut in den französischen Teil der Ardennen zurück (nach Charleville).
1794 kam Lüttich wieder unter die Herrschaft Frankreichs. Bereitwillig unterstützte Defrance dessen Kommissäre, die als Entgelt für die Befreiung 27 Gemälde der lokalen Malschule für den Louvre konfiszierten. Dort erkannte man deren Wert allerdings nicht und gab sie an Provinzmuseen weiter, das Hochaltarbild der heutigen Kathedrale Saint-Paul z. B. nach Toulouse.
Nachdem die Lambertuskathedrale bereits 1793 ihres Bleidachs beraubt worden war, das zur Herstellung von Gewehrkugeln diente, wurde nun der Abbruch des Gebäudes in die Tat umgesetzt. Den Plan dafür entwarf der Maler Joseph Dreppe, die Arbeiten leitete Defrance.
Über den 135 m hohen Hauptturm schrieb er:

„Von welch ungeheurer Überdehnung von Ideen zeugt dieses riesige Denkmal der Priester, wenn wir über die ursprüngliche Idee der Religion nachdenken: den Sohn eines Zimmermanns, der Armut, Demut und Vergebung der Fehler predigt und sagt, sein Königreich sei nicht von dieser Welt.“

Ab 1795 waren die heutigen Benelux-Länder Teile Frankreichs. Defrance wurde einer der 5 Administratoren des Departements Ourthe. Er misstraute aber dem Direktorium in Paris. Als er das erwähnte Amt 1797 verlor, konzentrierte er sich auf den Zeichenunterricht an der neu geschaffenen Zentralschule in Lüttich.
Nach Abschluss des Konkordats von 1801 zwischen Frankreich und dem Heiligen Stuhl galt der Abbruch der Kathedrale als Schandtat. Als der Erste Konsul Bonaparte 1803 Lüttich besuchte, porträtierte ihn Jean-Auguste-Dominique Ingres demonstrativ vor der intakten Kirche, die in Wirklichkeit nur noch eine Ruine war.
1804 schloss man die École centrale. Defrance, der selber an der Berufskrankheit Asthma litt, über die er geschrieben hatte, starb 1805 mit 69 Jahren. Als Kirchenstürmer verschrien, verfiel er für lange Zeit der Damnatio memoriae (wie Gustave Courbet wegen seiner Beteiligung am Sturz der Vendôme-Säule in Paris 1871).

## 324 katalogisierte Gemälde
- 58 Porträts, wovon 9 Selbstporträts
- 26 dekorative Gemälde, wovon 2 Stillleben
- 79 Interieurs
- 17 aufklärerische Szenen
- 12 religiöse oder mythologische Szenen
- 80 Genreszenen (Alltagsszenen)
- 45 Manufakturen
- 7 Landschaften etc.[39]

Beispiele (nach Kategorien)

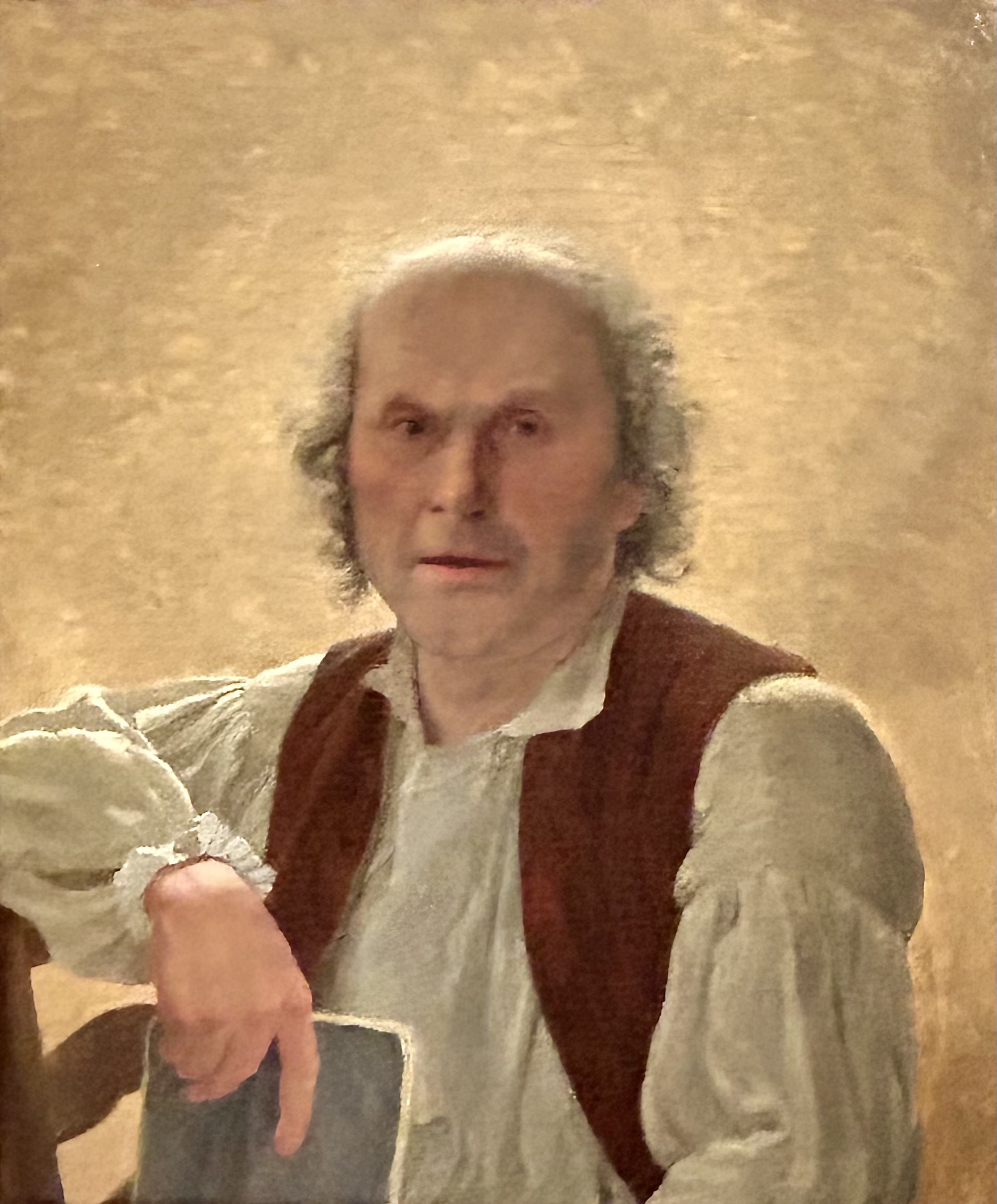
Selbstporträt, um 1797
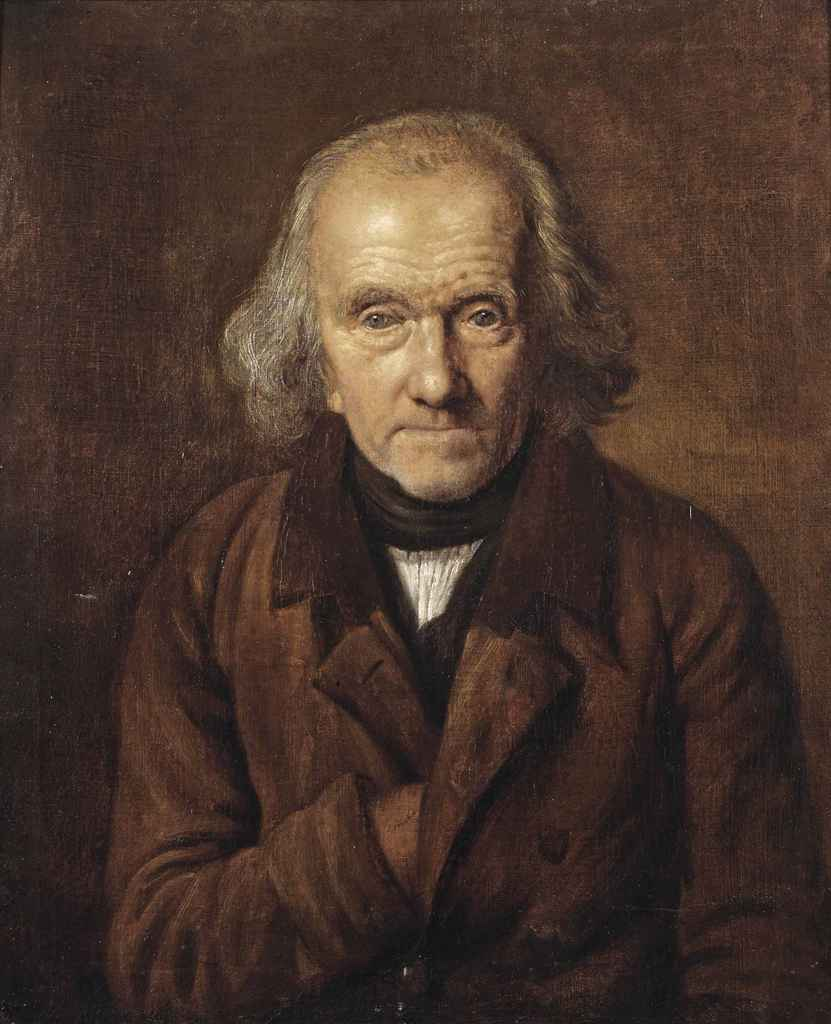
Spätes Selbstporträt
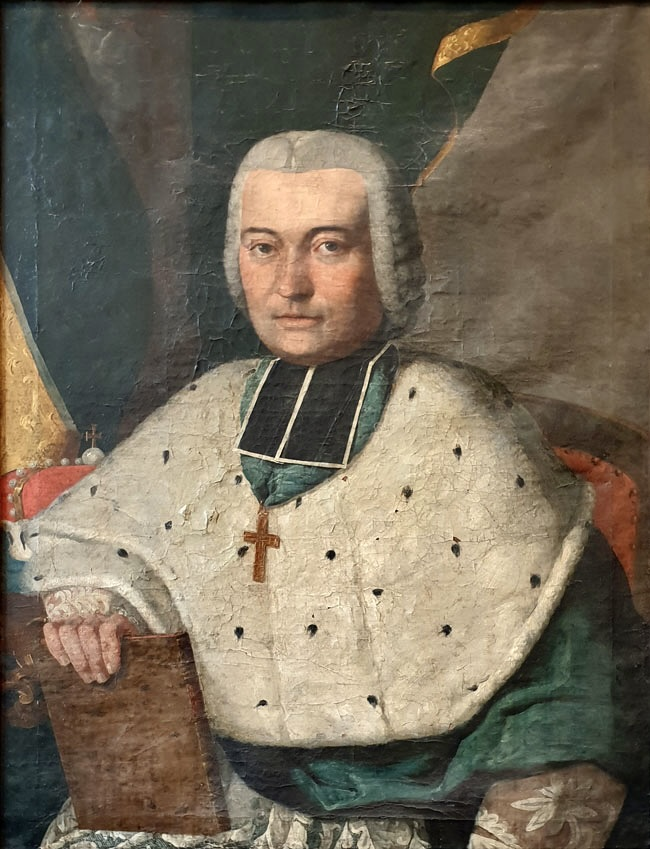
Fürstbischof Oultremont, 1763
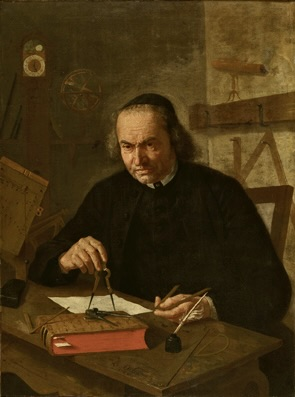
Abbé Neuray, Astronom, 1768
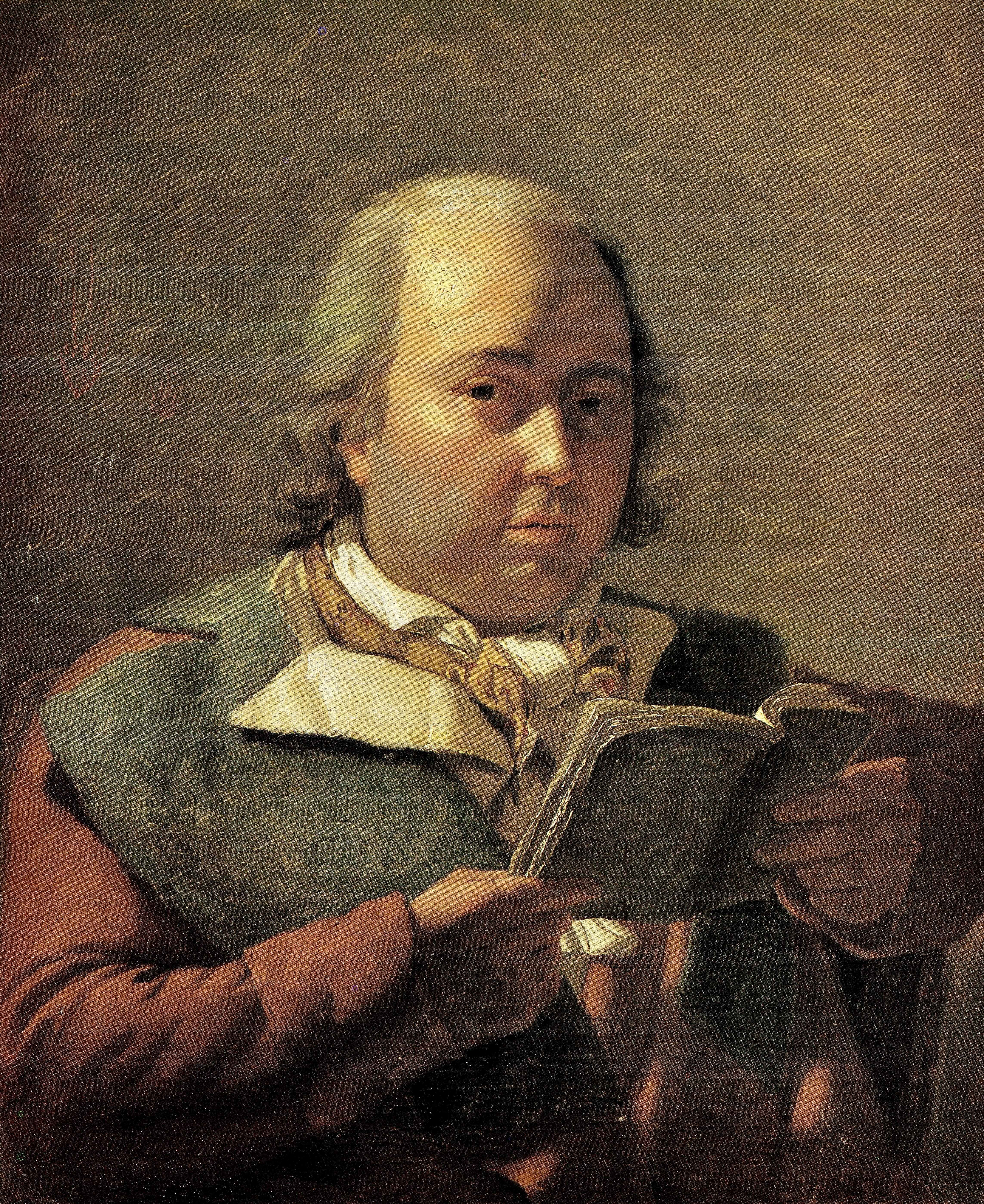
Pierre-Joseph Henkart, um 1796
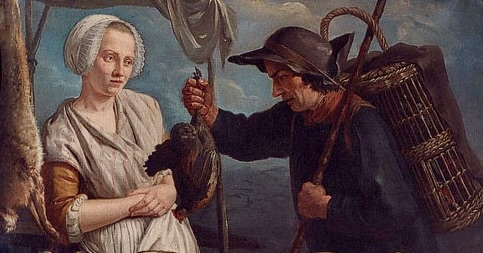
Marktszene[40] (beschnitten)
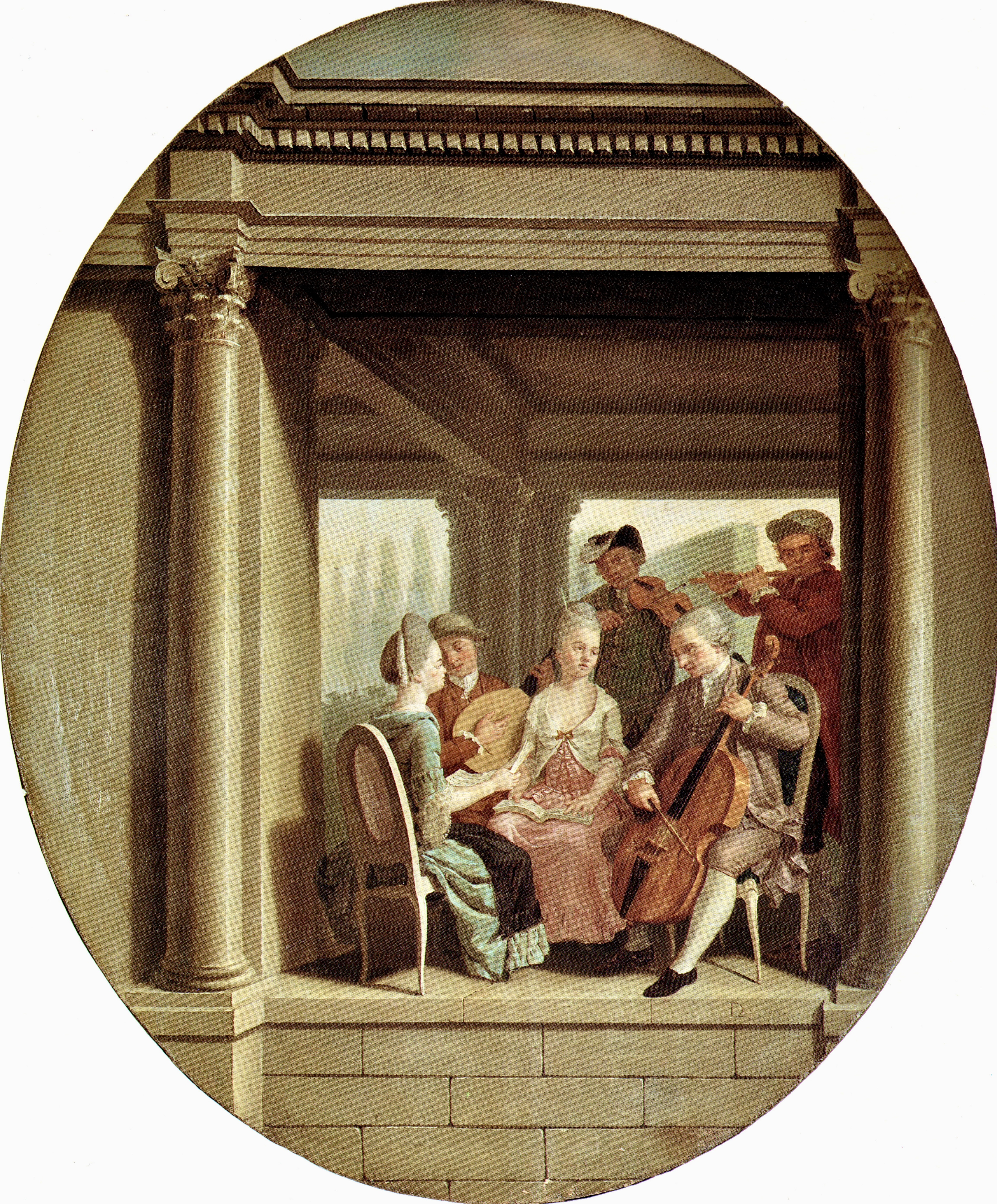
Hausmusik, um 1775
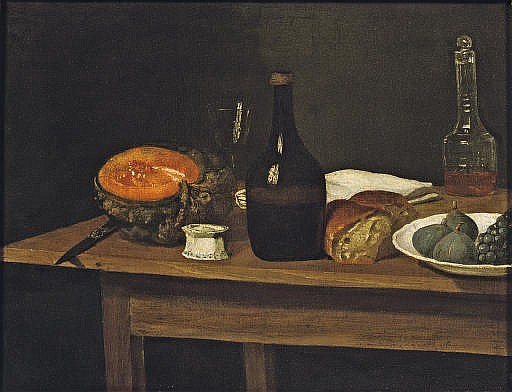
Stillleben, 1763
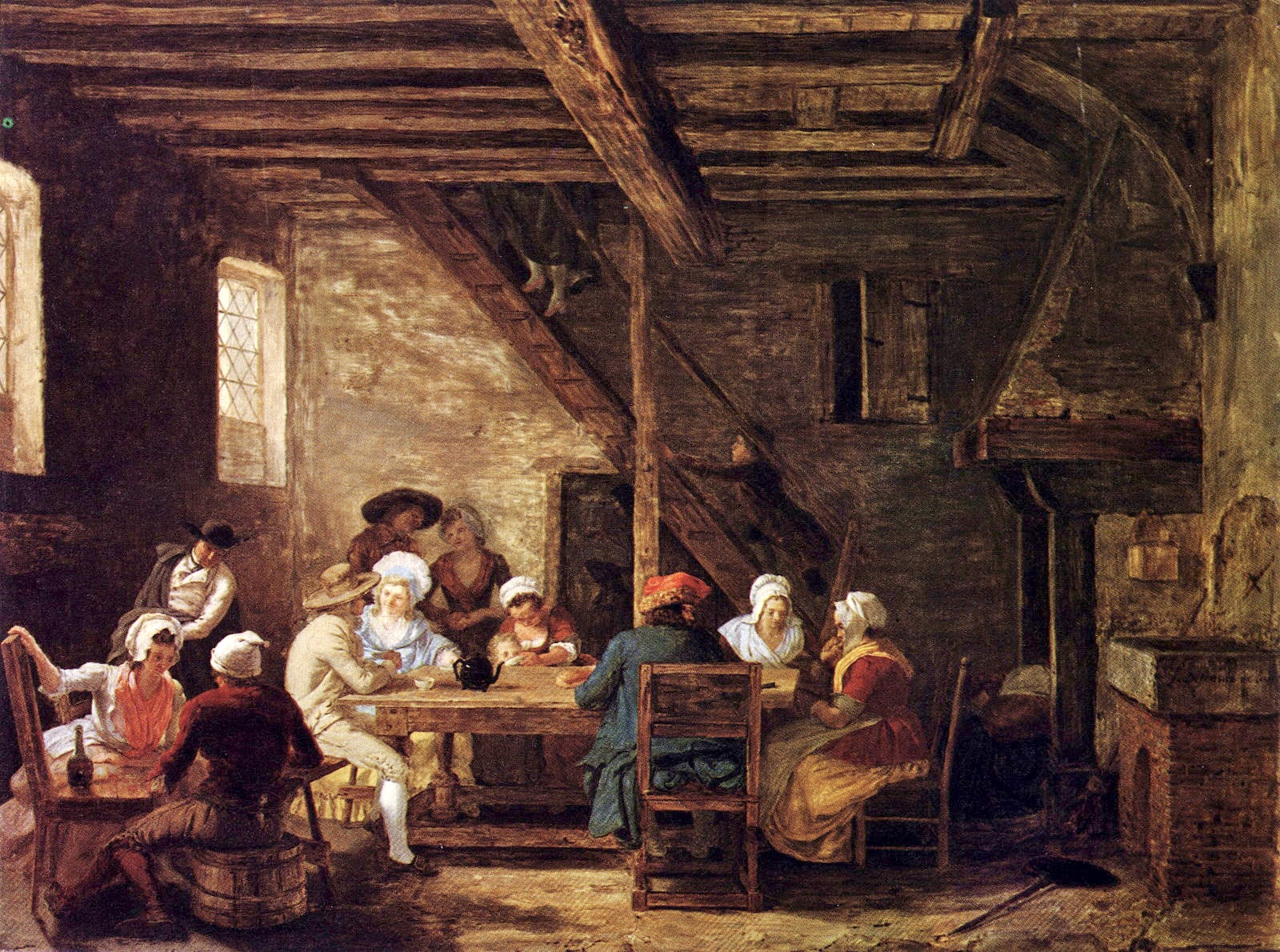
Wirtshaus
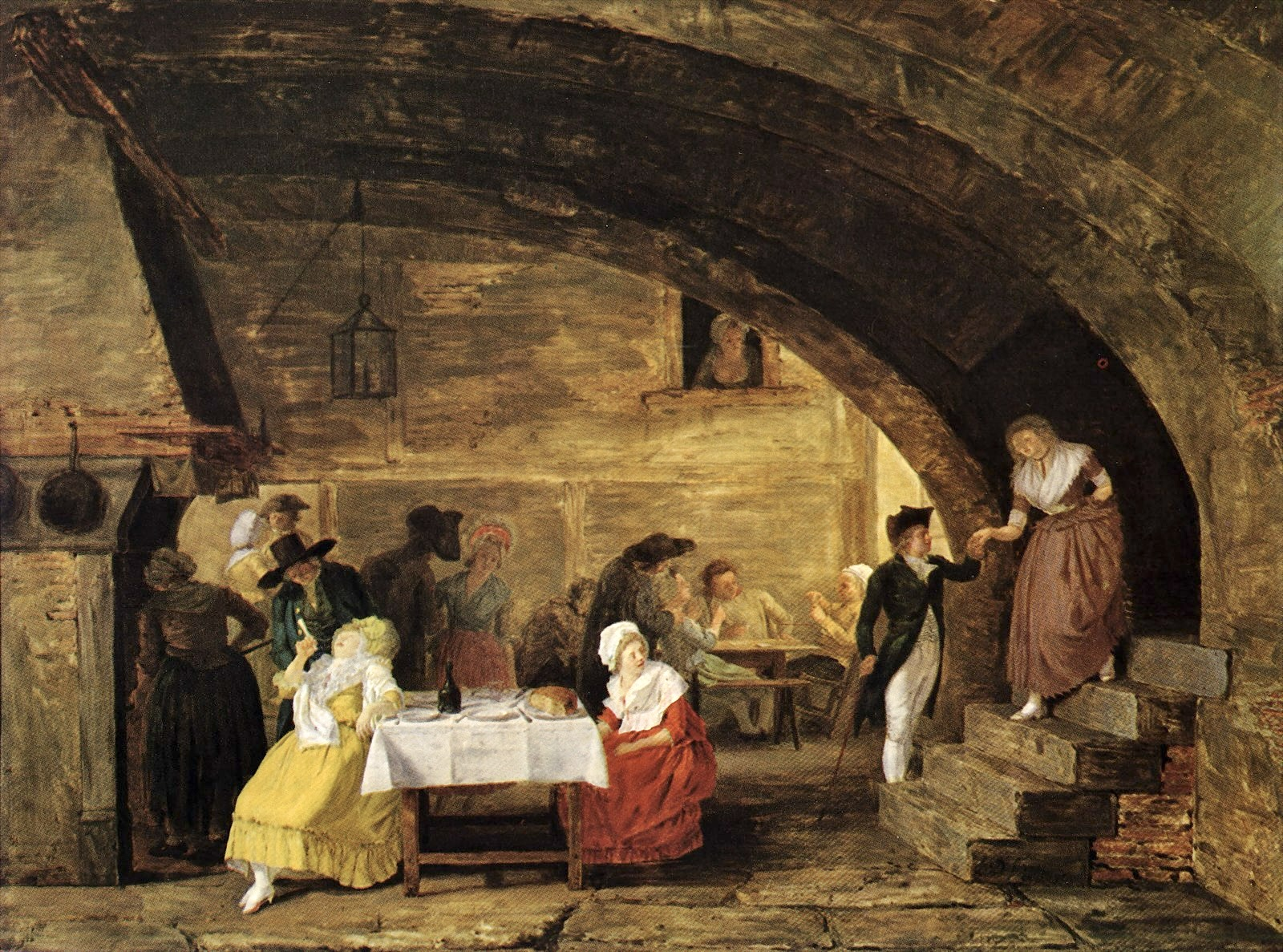
Wirtshaus
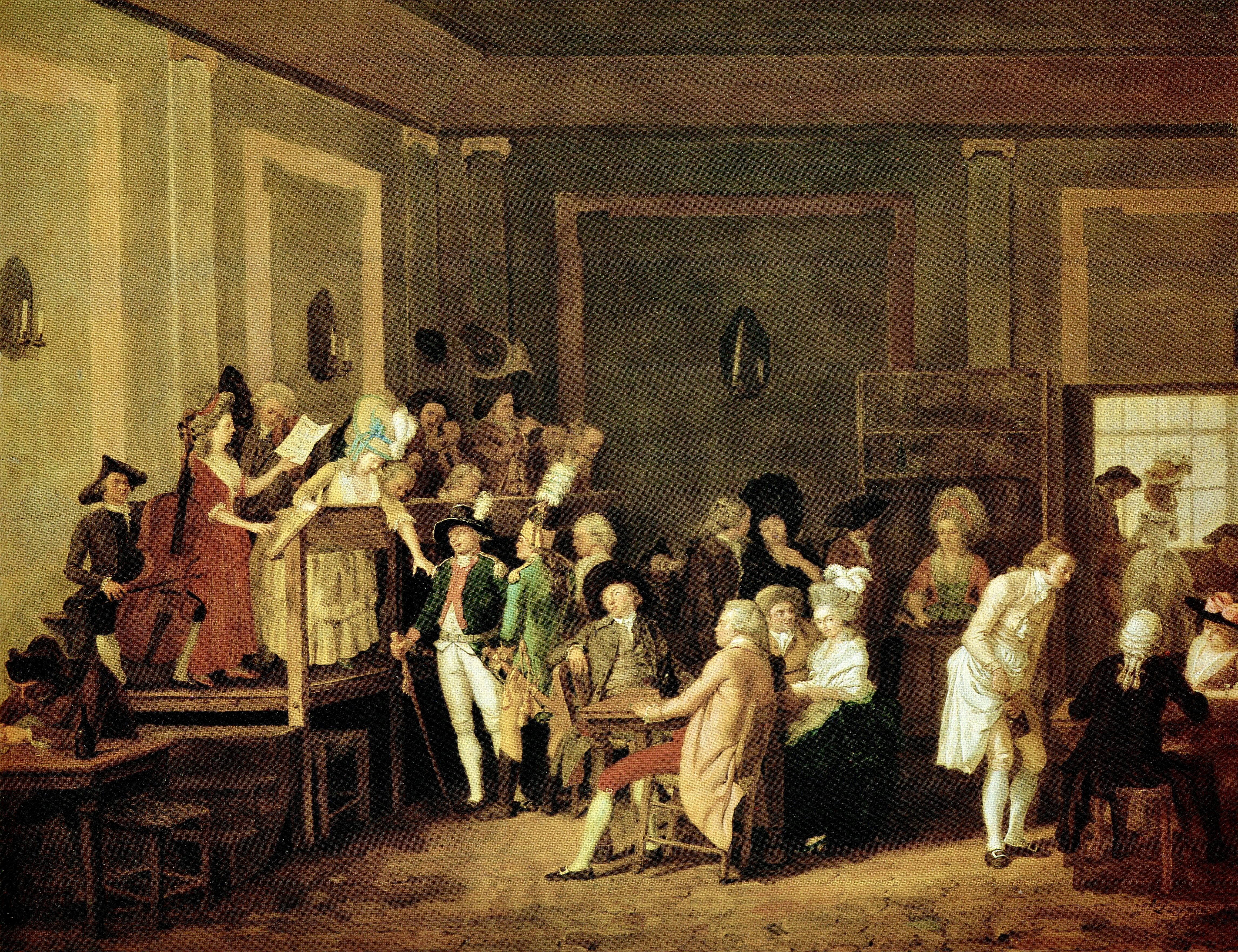
Taverne mit Orchester, um 1780
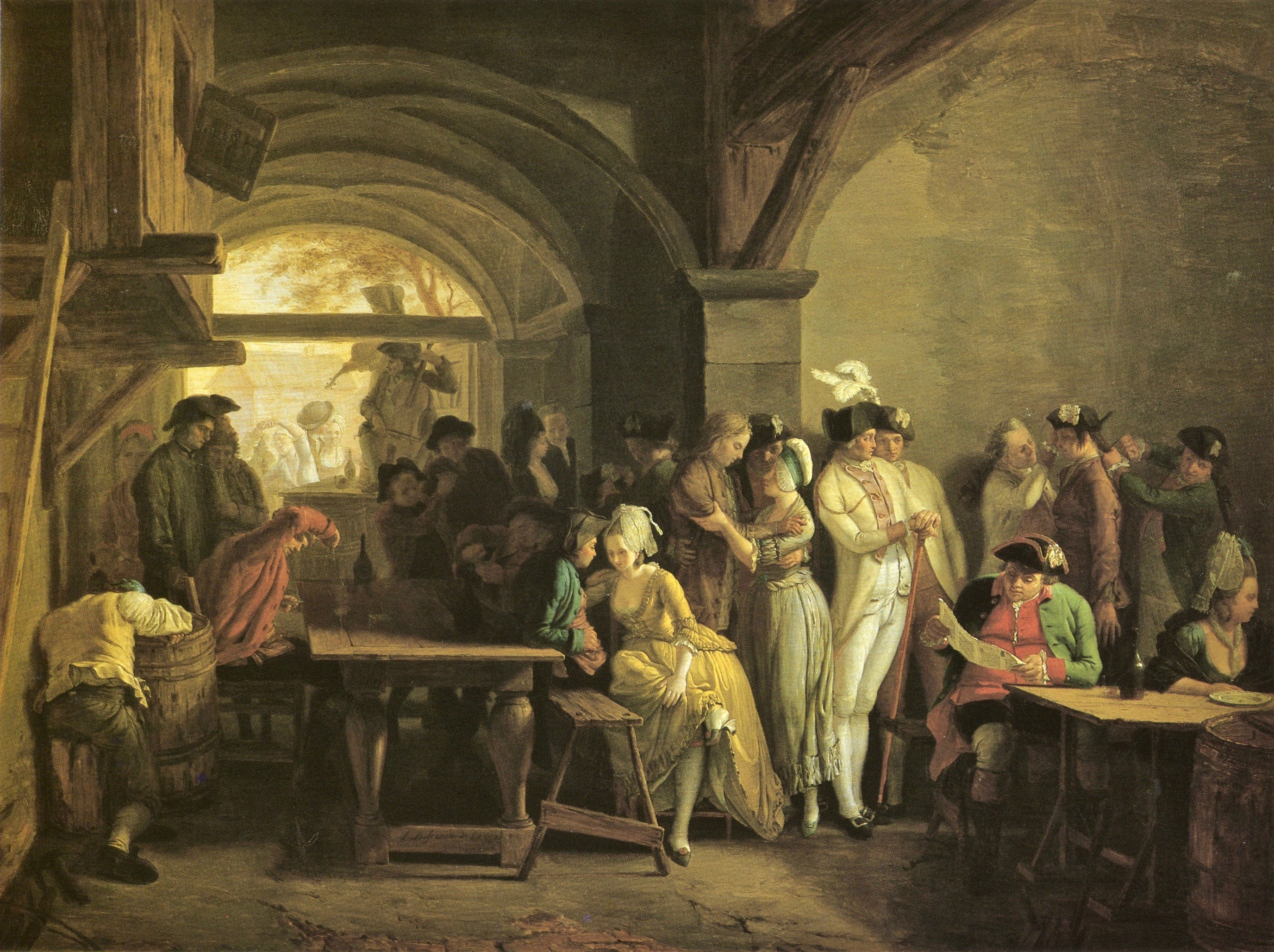
Soldatenwerber, 1780er Jahre
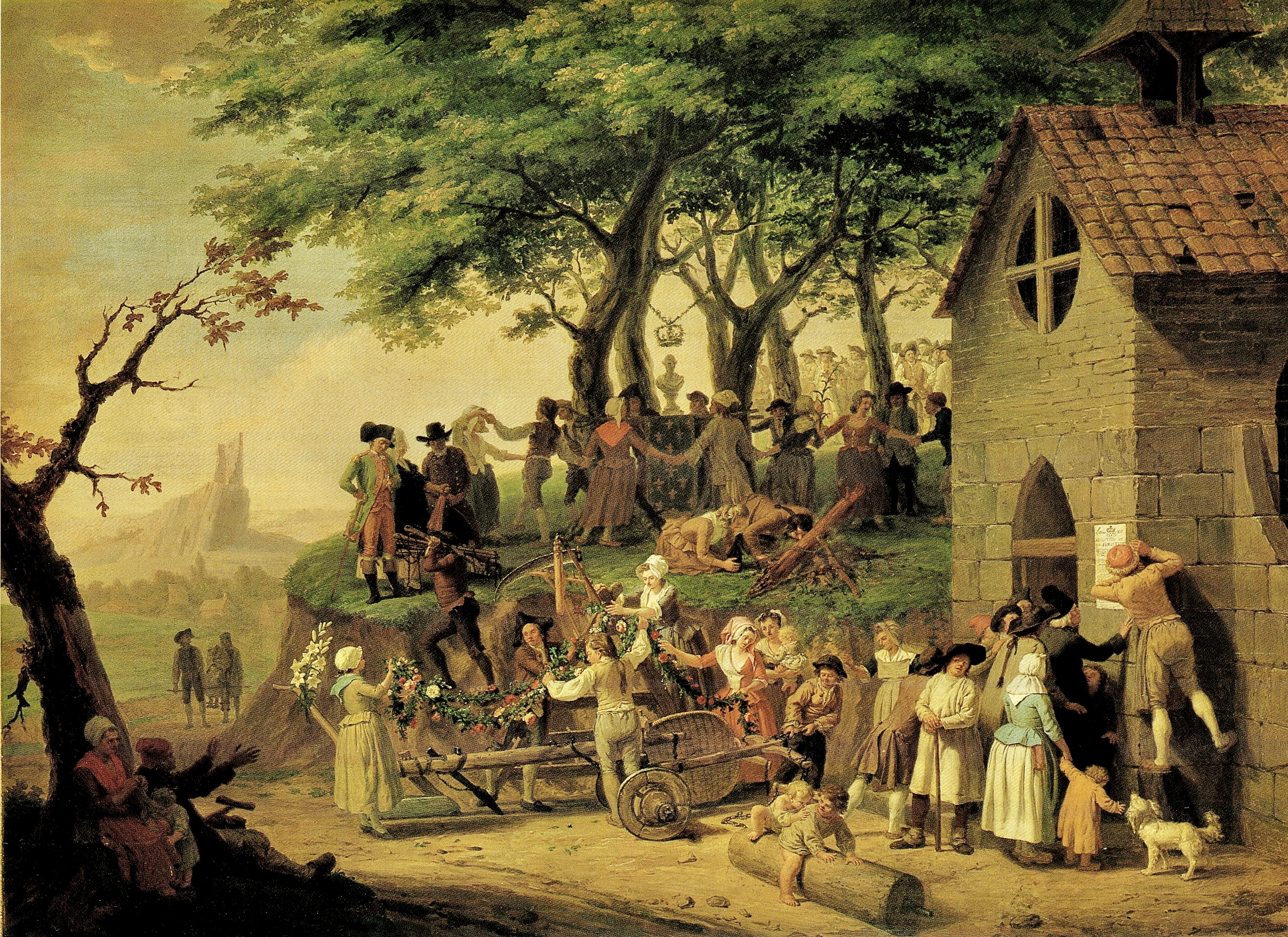
Abschaffung der Leibeigenschaft, 1787
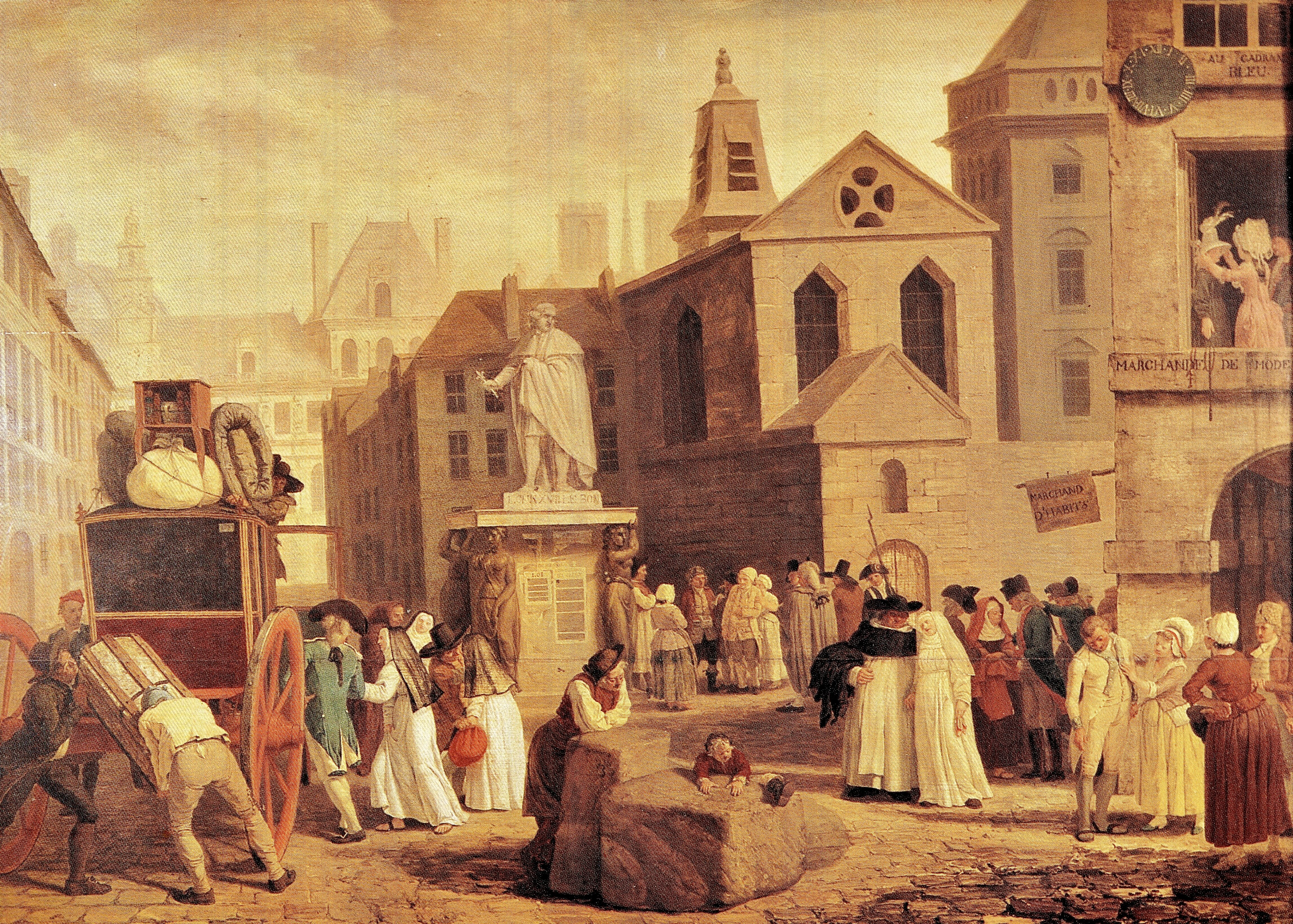
Aufhebung der Klöster, 1789
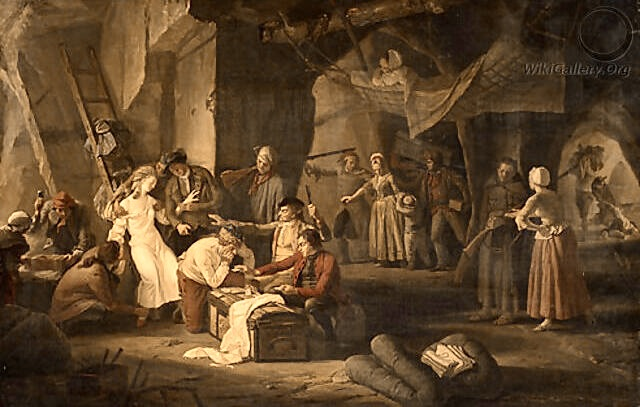
Räuber teilen Beute, 1779
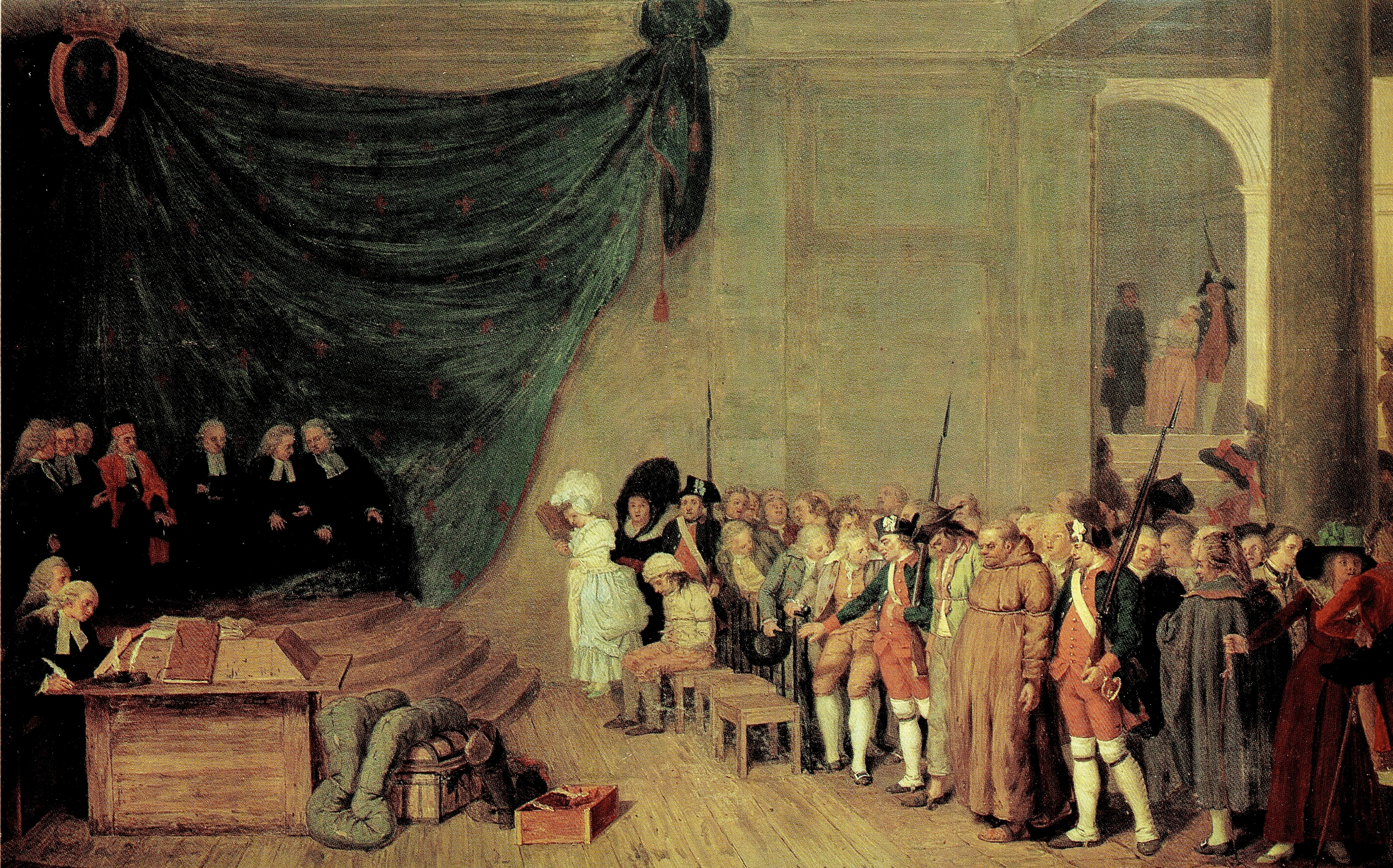
Kriminalgericht, 1779
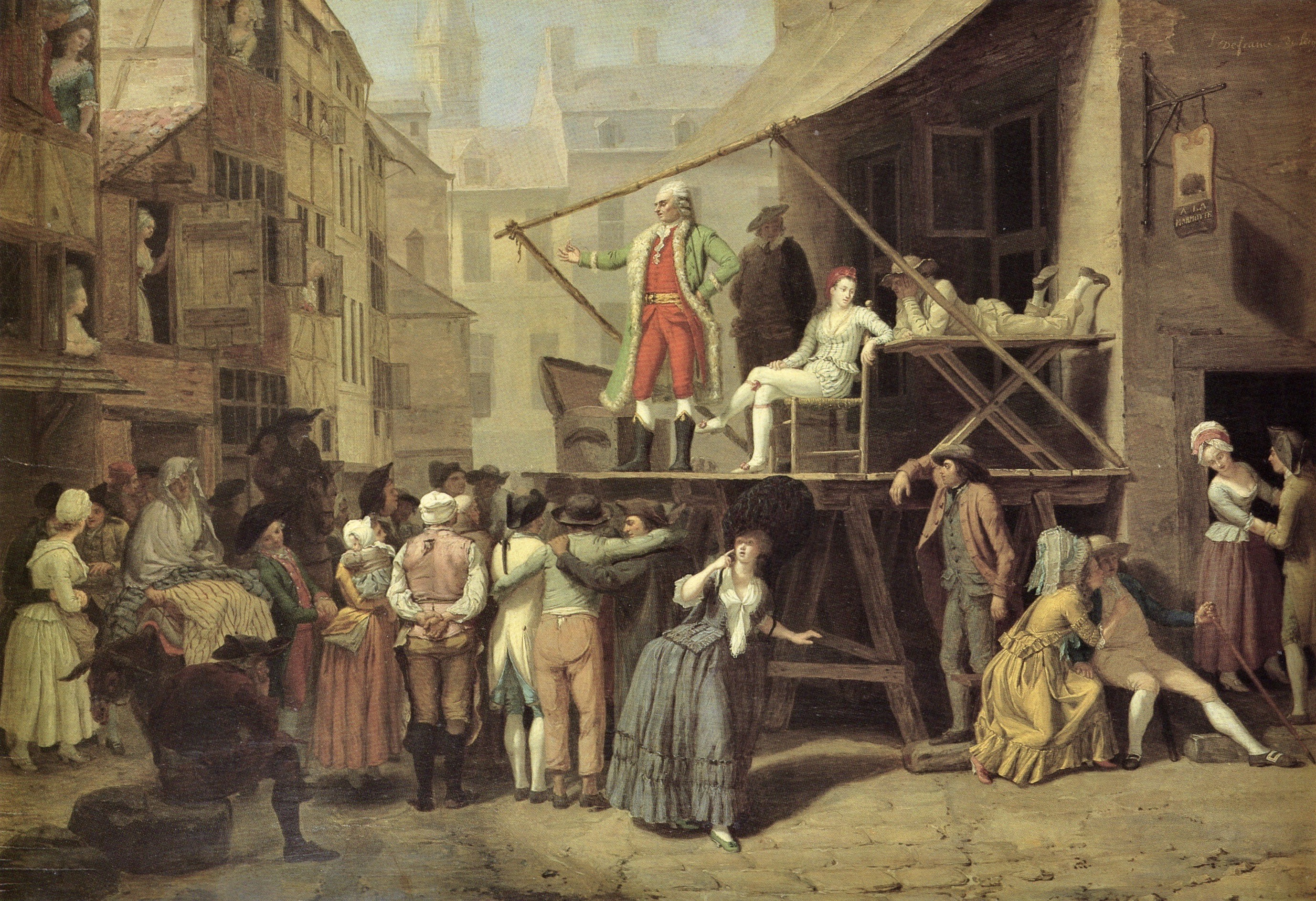
Scharlatan, 1781/84
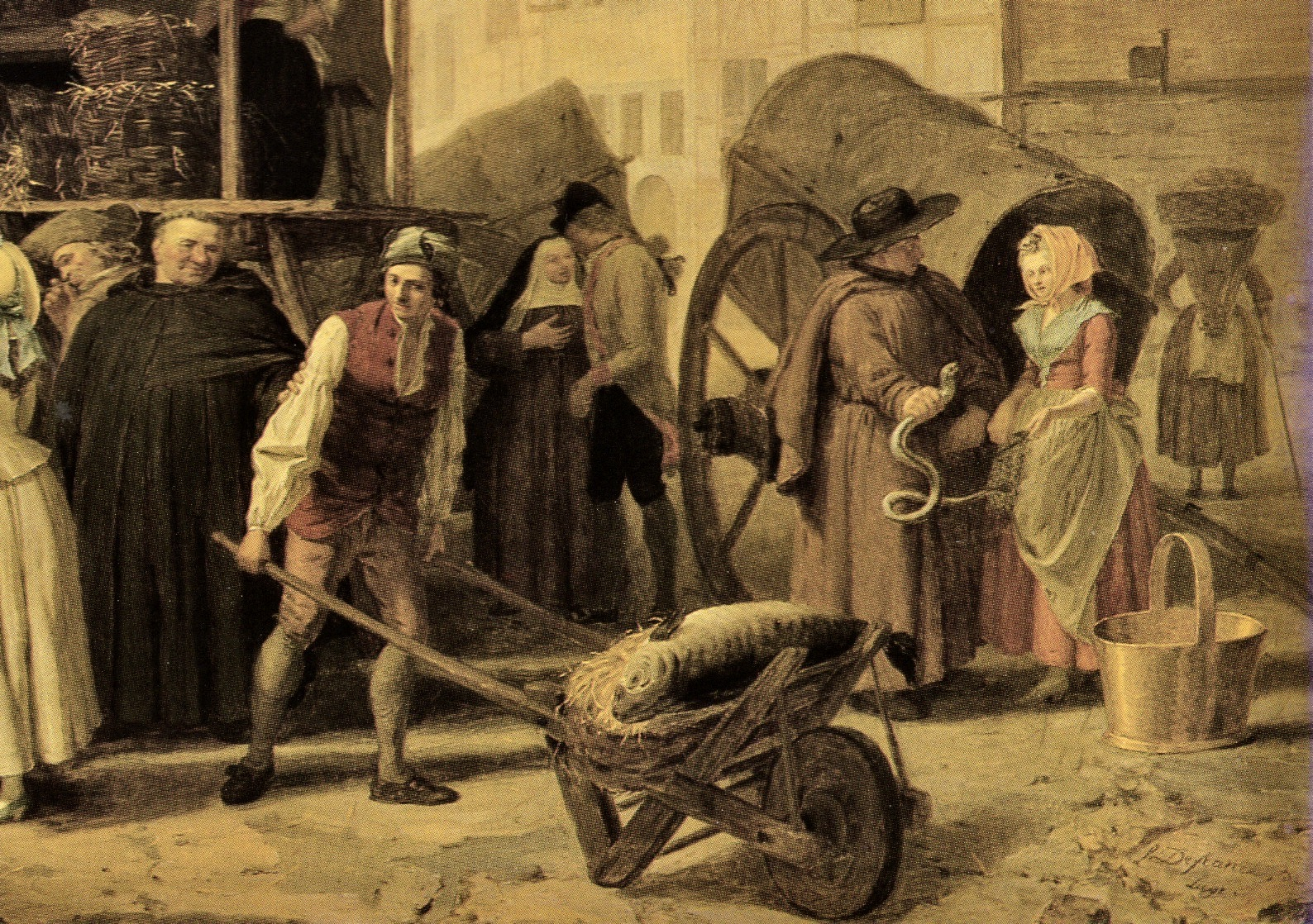
Fischmarkt, 1786/88 (Detail)
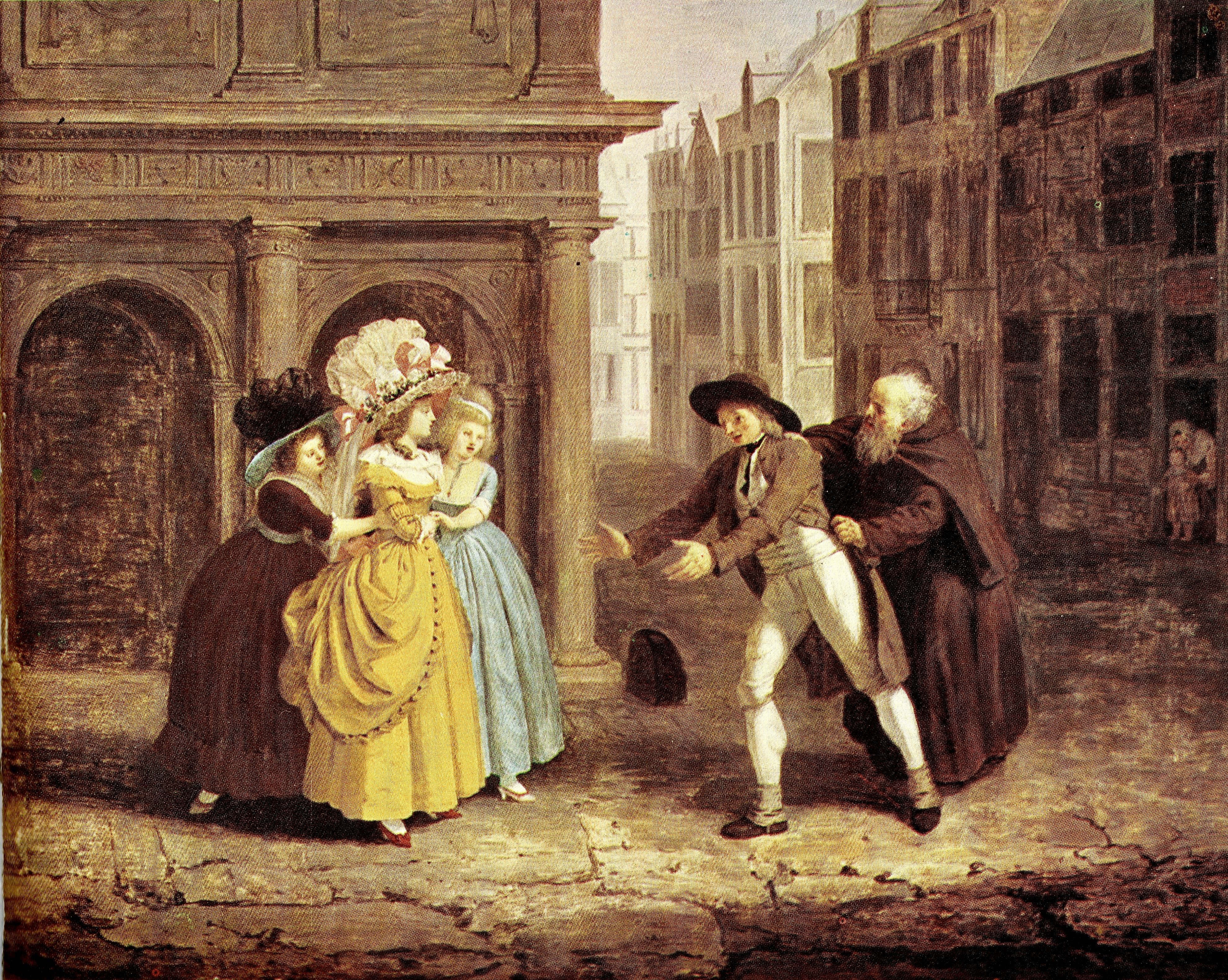
Szene aus La Fontaine
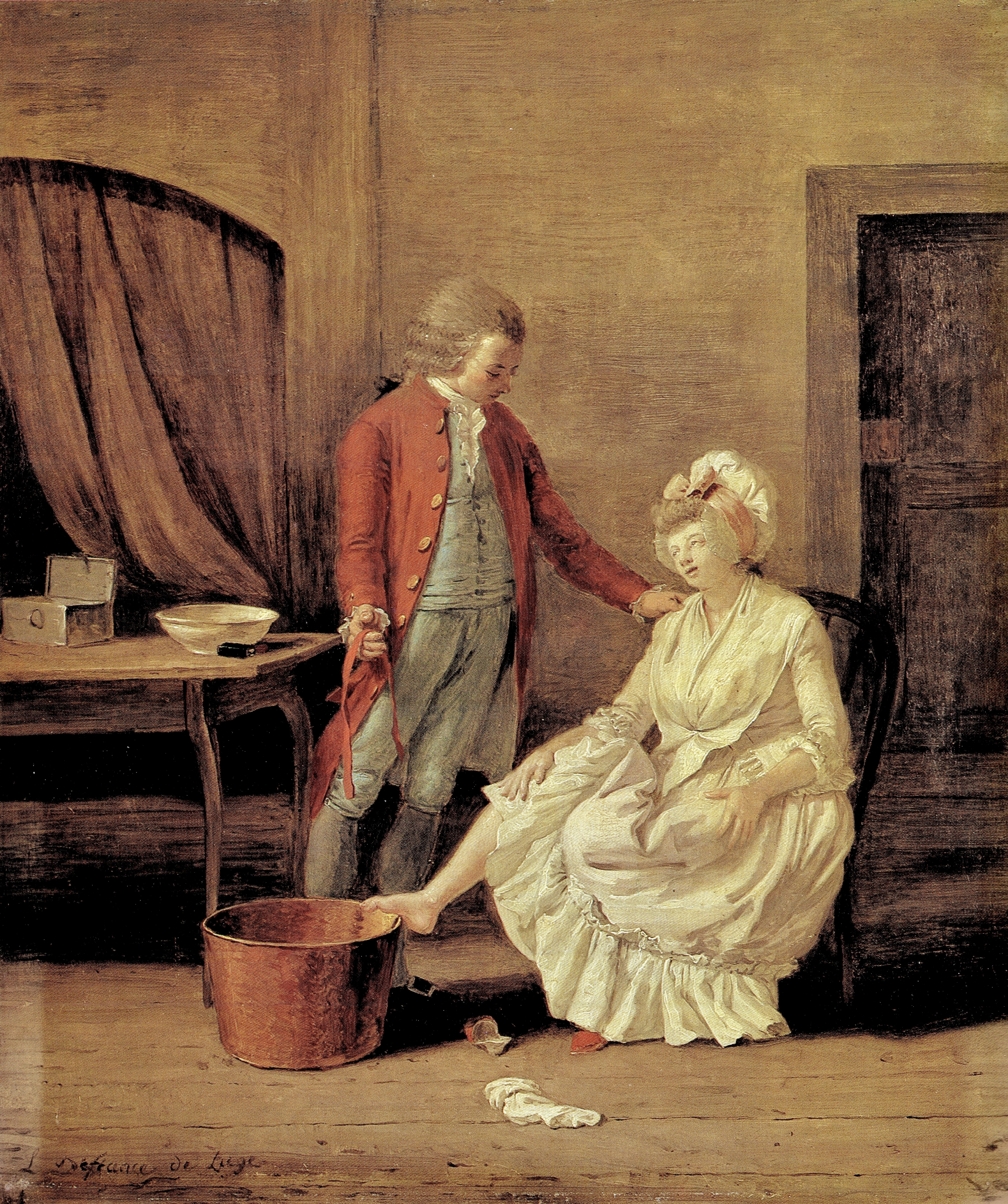
Fußpflege
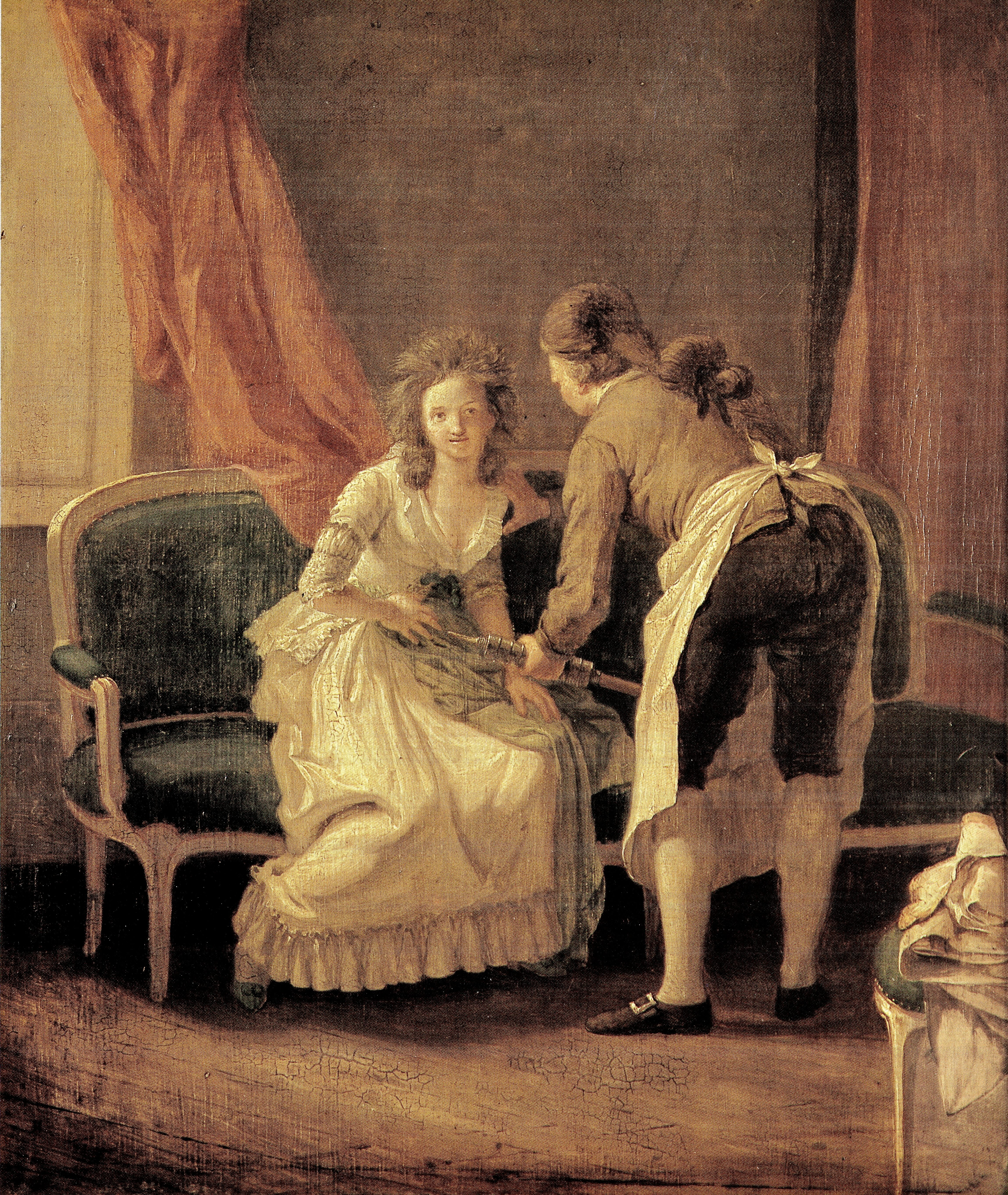
Apotheker mit Klistierspritze
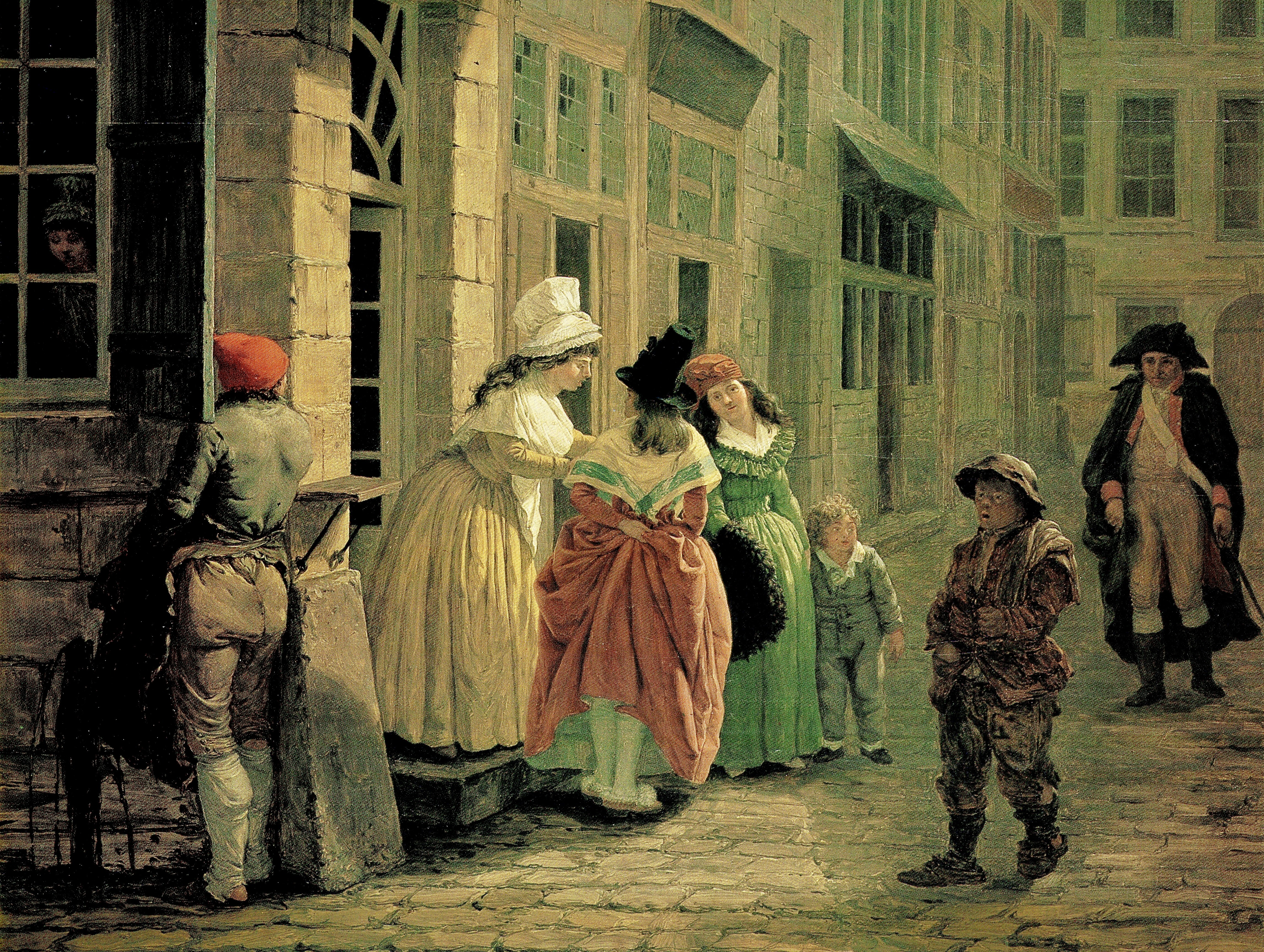
Straßenszene, um 1790
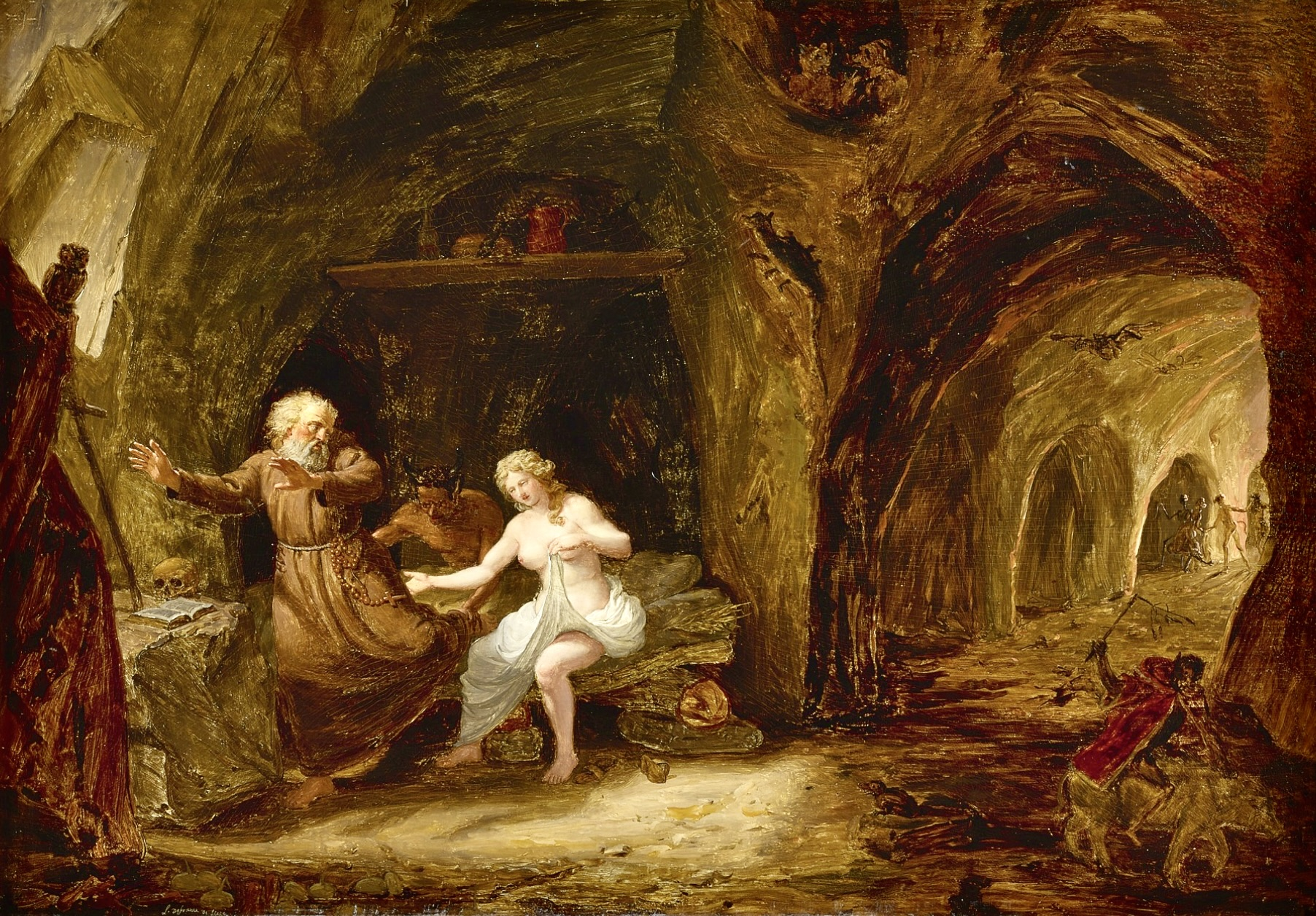
Versuchung des heiligen Antonius, 1779
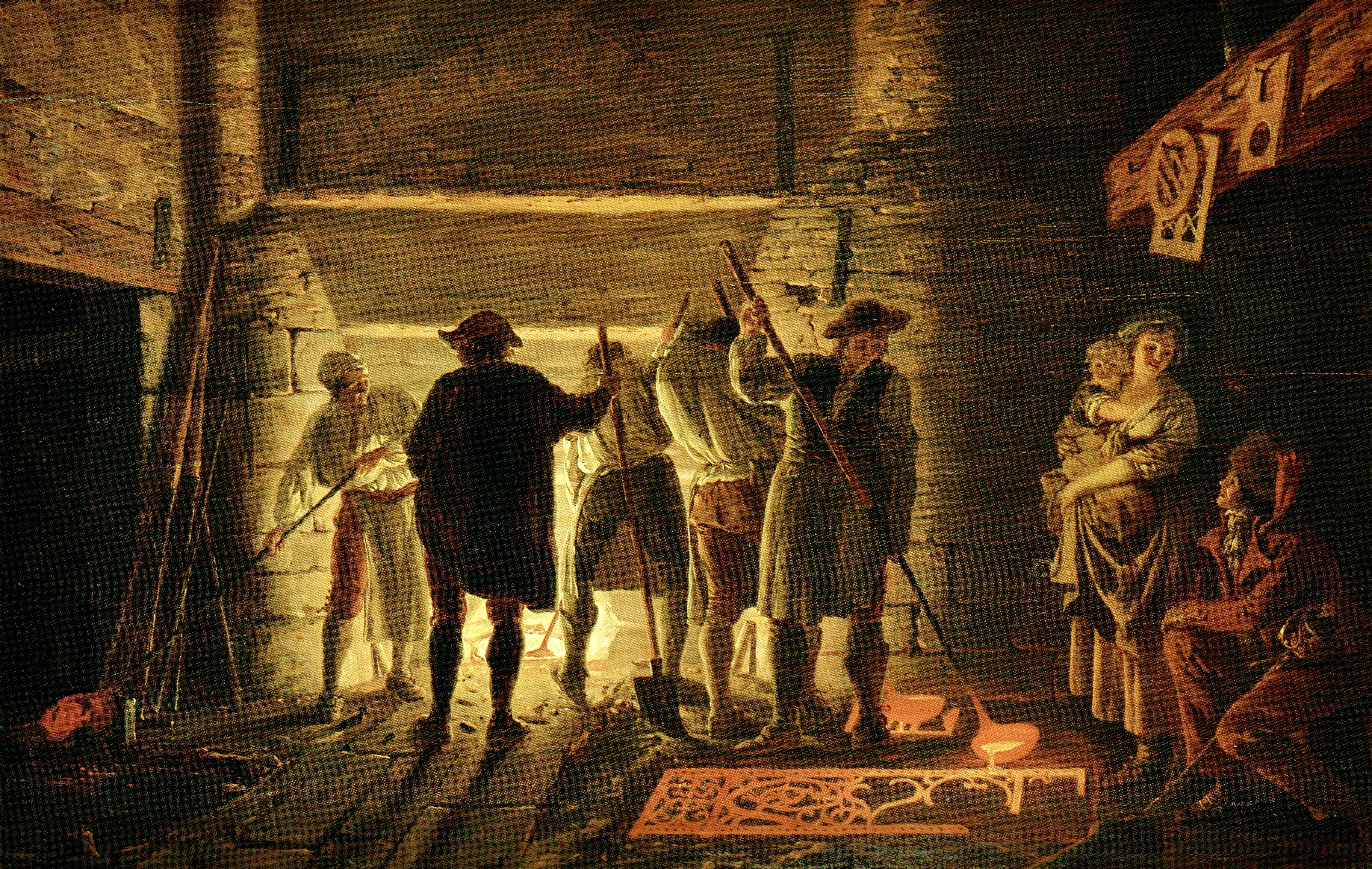
Gießerei, 1777
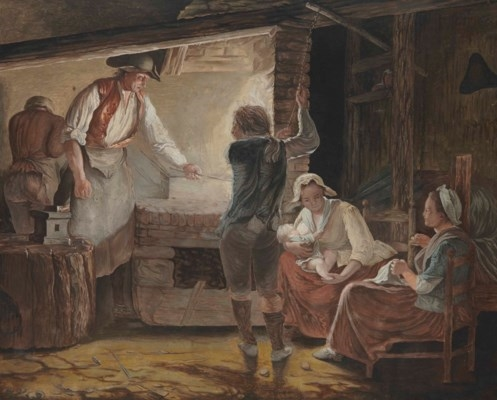
Schmied mit stillender Frau
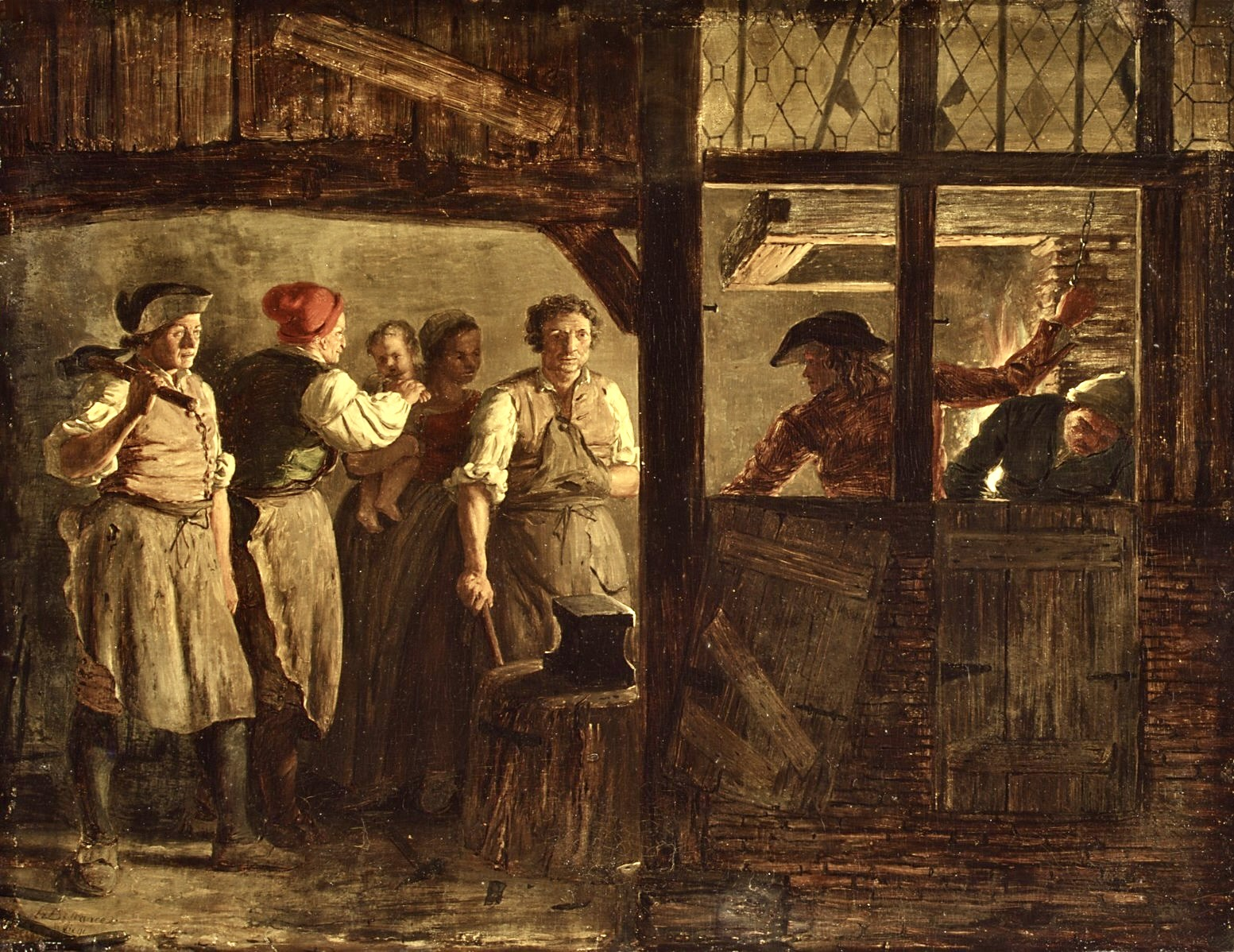
Schmiede, 1786
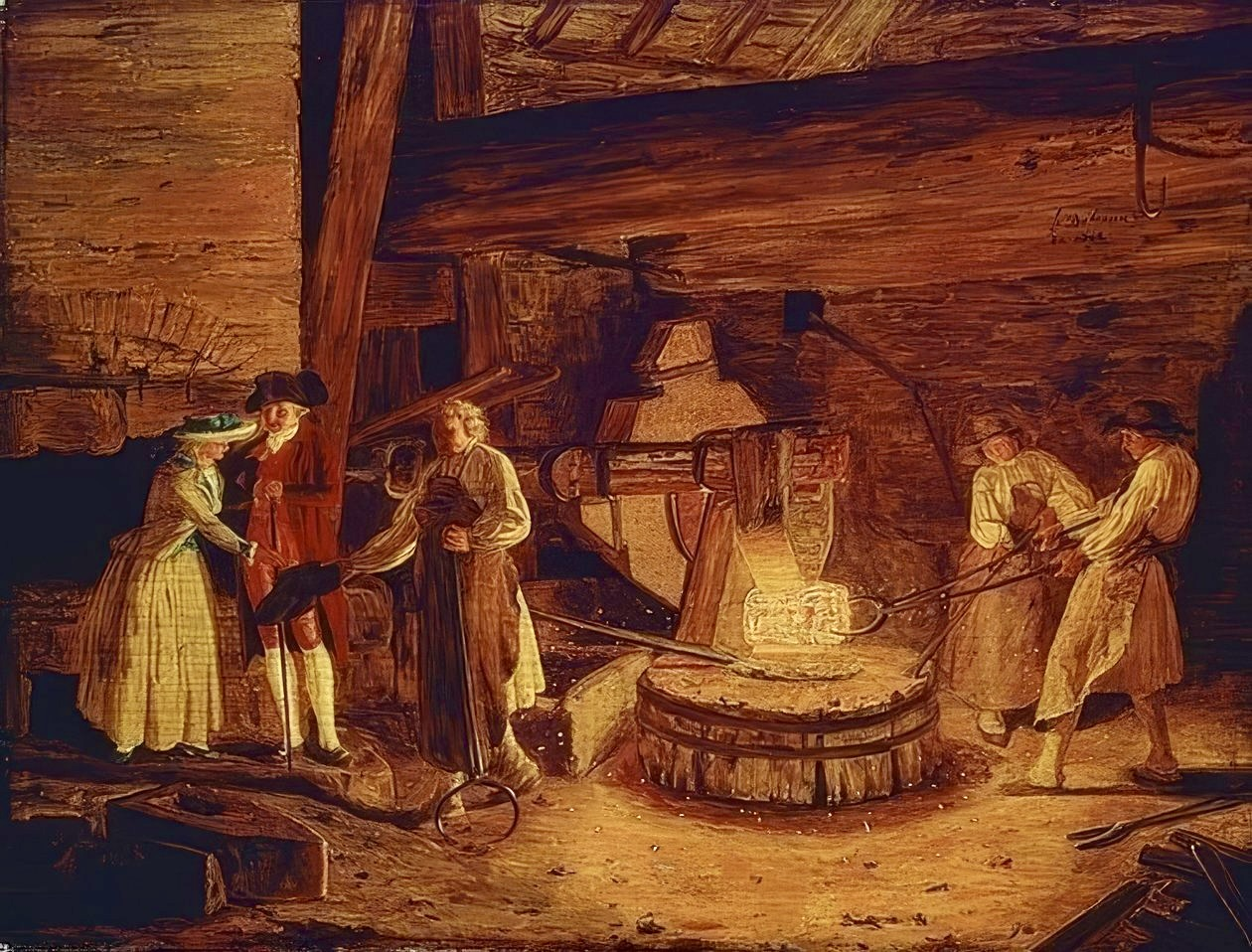
Hammerwerk, um 1780
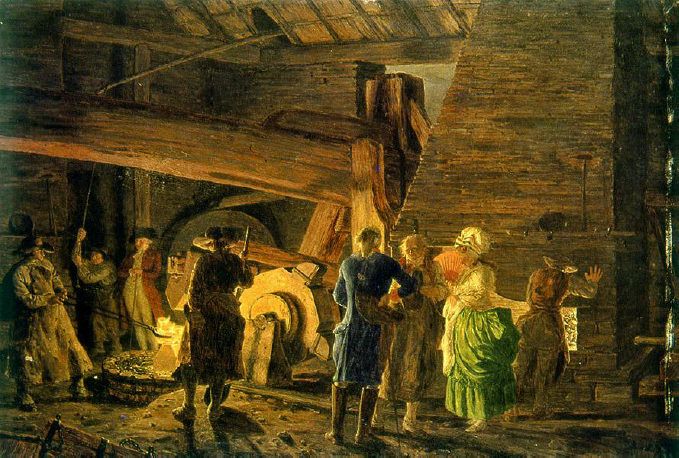
Hammerwerk, nach 1789
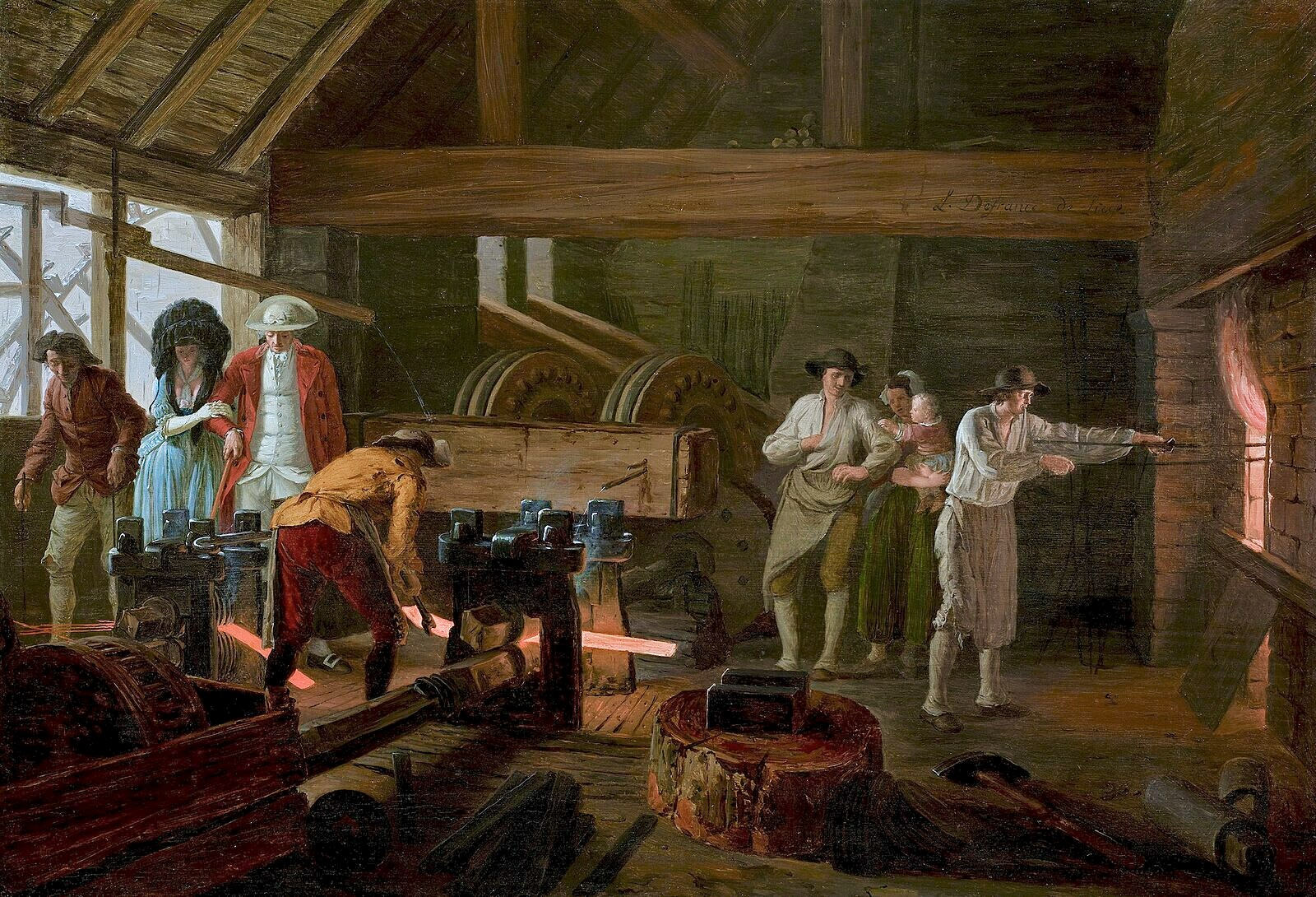
Schneidwerk, um 1780
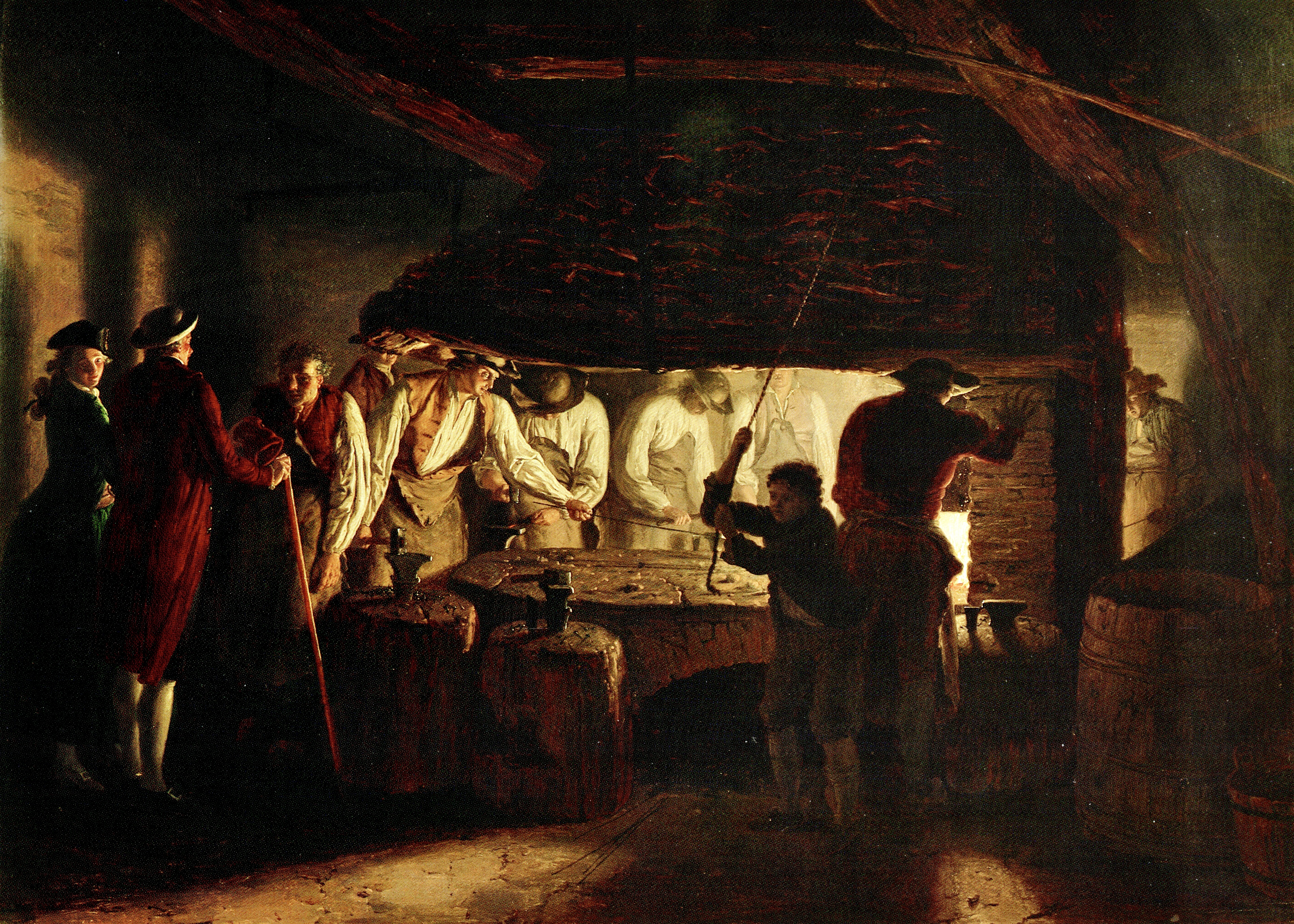
Nagelschmiede
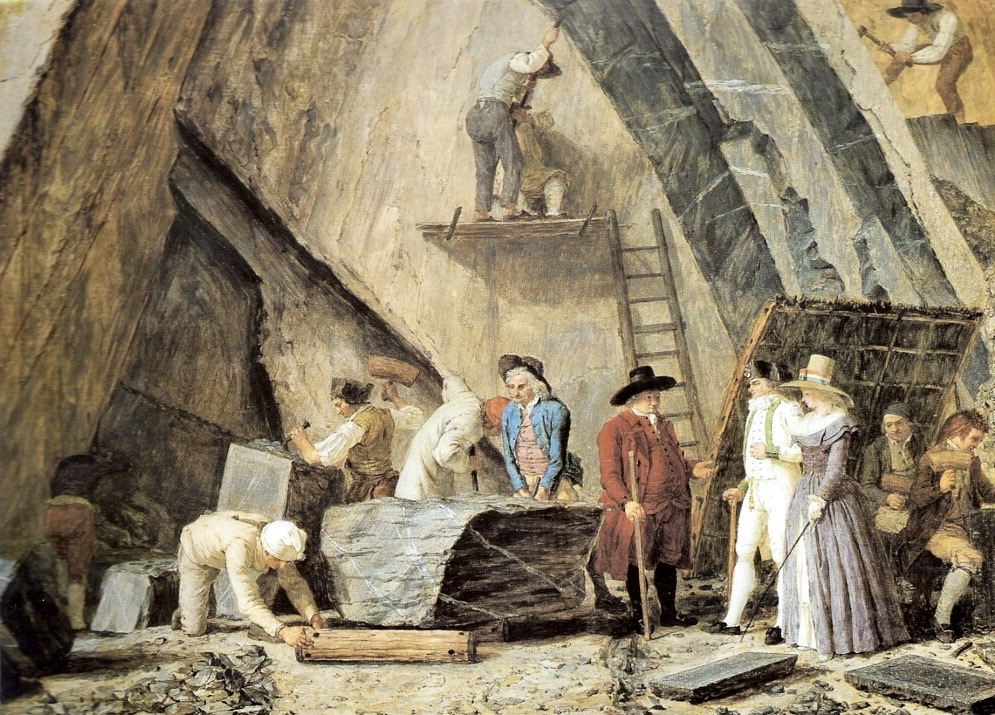
Marmorbruch, 1791
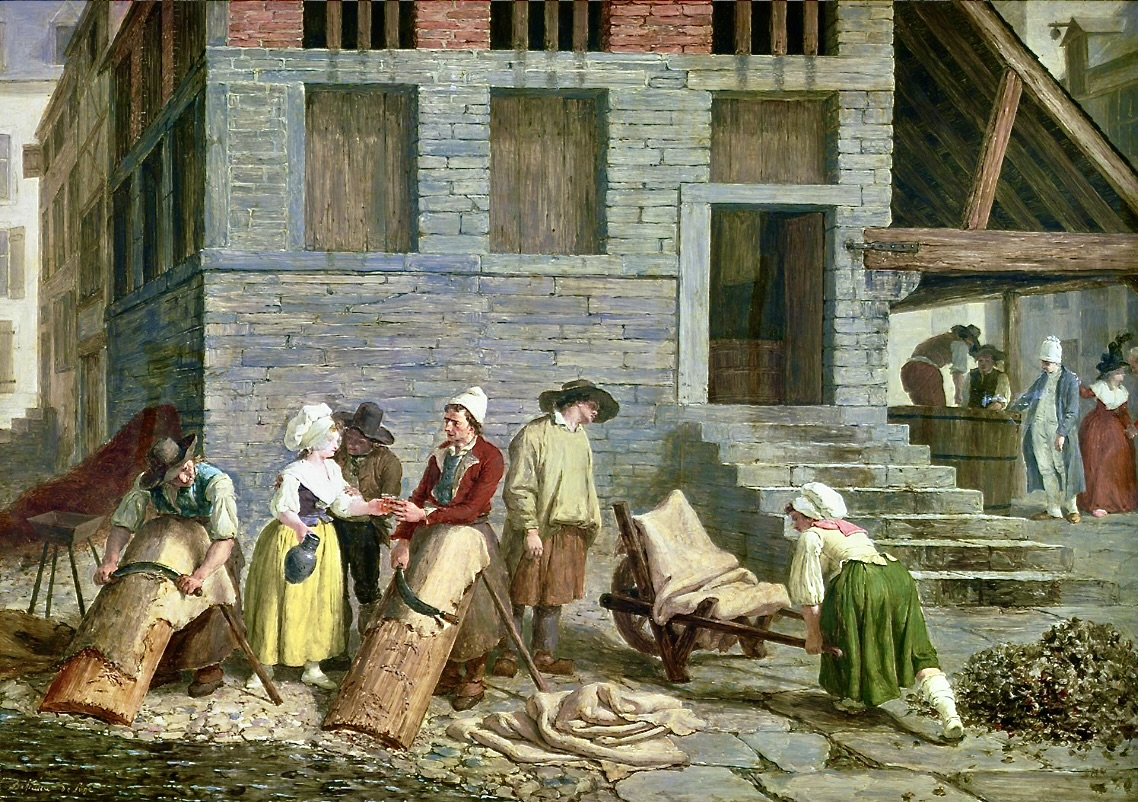
Gerberei, 1791
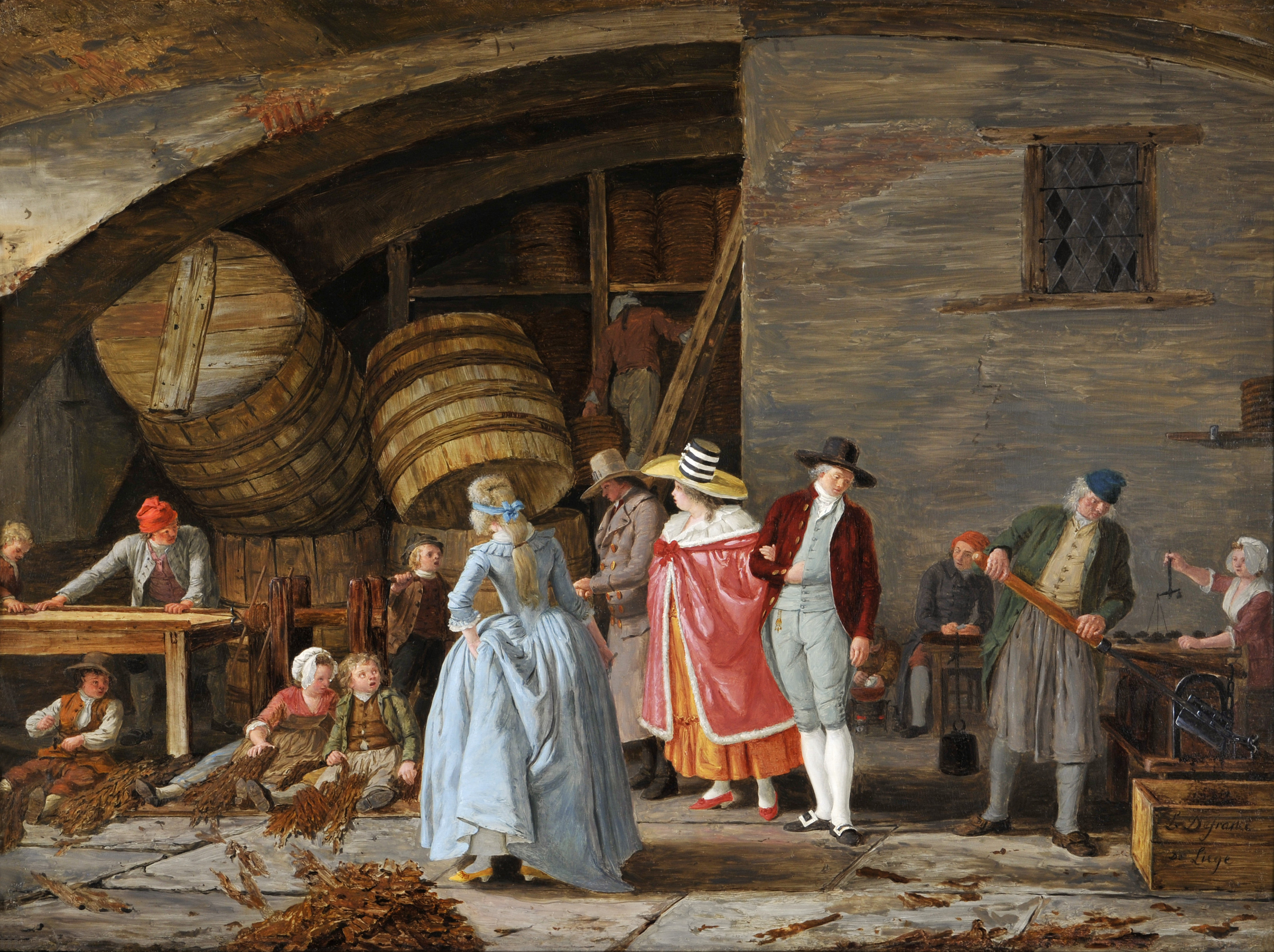
Tabakmanufaktur 1787/88
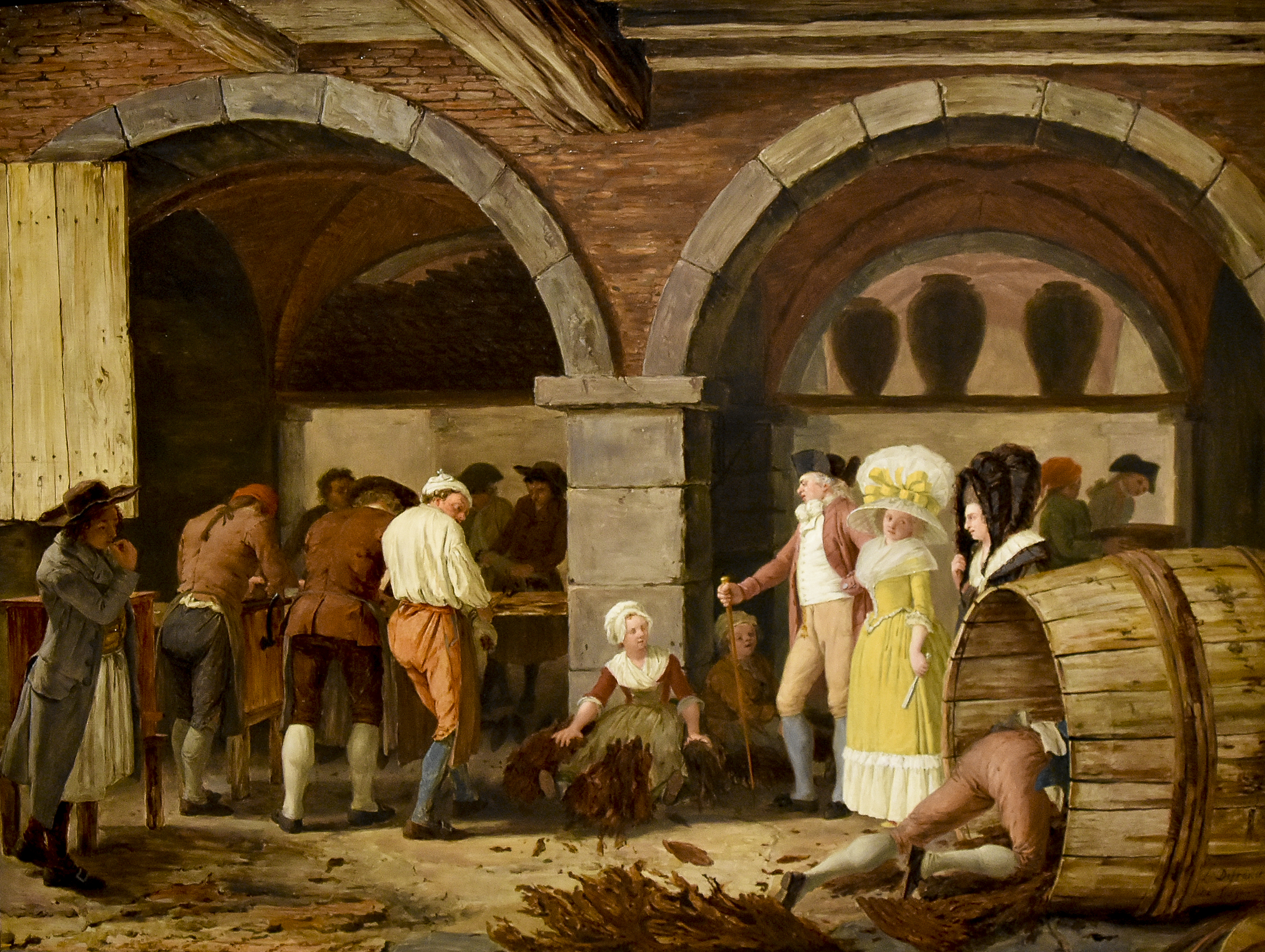
Tabakmanufaktur 1787/88
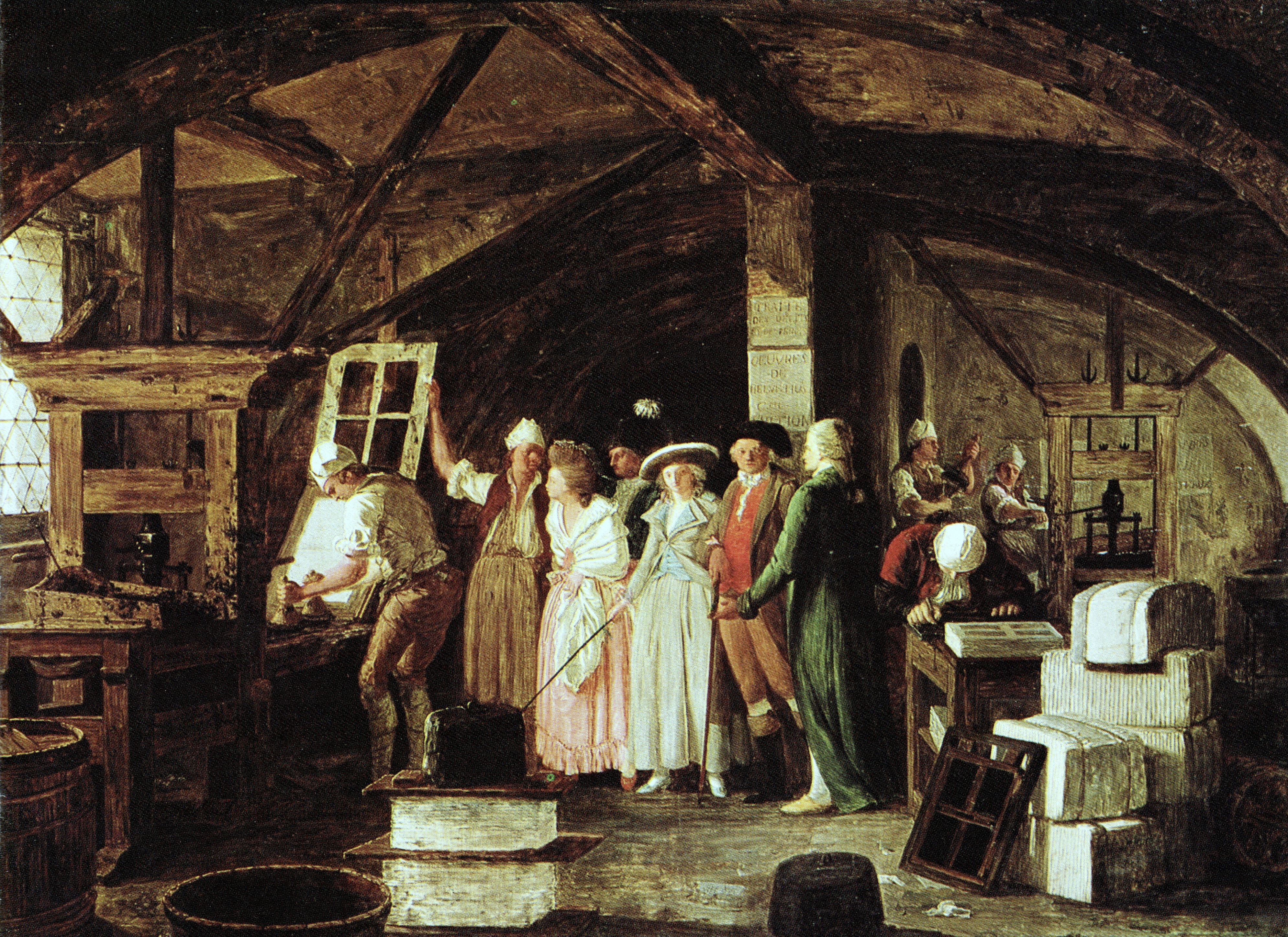
Druckerpressen, nach 1776

## Schriften
- [Mit Abbé Thomas-Joseph Jehin:] Cris générale [sic] du peuple liégeois. Vox Populi, vox Dei. [Henri Joseph Urban, Herve] 1786 (Digitalisat).
- Autobiographie d’un peintre liégeois. (Erste Fassung.) Hrsg. v. Théodore Gobert. Cormaux, Liége 1906.
- Mémoires. Edition annotée. (Zweite Fassung.) Hrsg. v. Françoise Dehousse, Maurice Pauchen. Eugène Wahle, Liège 1980, ISBN 2-87011-066-9 (S. 155–160: Bibliografie).
- Les broyeurs de couleurs, leur métier et leurs maladies. Mémoire sur la question proposée par l’Académie Royale des Sciences de Paris […]. Hrsg. v. Philippe Tomsin, Céfal, Liège 2005, ISBN 2-87130-199-9 (Digitalisat).
- Philippe Tomsin: Deux écrits inédits de Léonard Defrance : une lettre de 1789 et un projet d’allocution pour l’école centrale du département de l’Ourthe. In: Bulletin de la société Royale Le Vieux-Liège. Band 15, Nr. 316, 2007, S. 109–126.